# 日本の鉄道事故 (1949年以前)
日本の鉄道事故（にほんのてつどうじこ）では、日本の鉄道が開業した1872年から1949年に発生した日本の鉄道事故について記述する。
- 1950年から1999年までに発生した日本の鉄道事故については日本の鉄道事故 (1950年から1999年)を参照。
- 2000年以降に発生した日本の鉄道事故については日本の鉄道事故 (2000年以降)を参照。
- 大きく報道された鉄道に関する事件については、日本の鉄道に関する事件を参照。
- 多くの事故は正式名称がないため、便宜上独自の事故名表記としている。

## 1870年代

### 新橋駅構内列車脱線事故
1874年（明治7年）10月11日（列車脱線事故）
8時15分、新橋駅構内で横浜駅（現・桜木町駅）からの列車が到着する際、ポイント通過時に機関車と貨車1両が脱線し転覆、客車2両が脱線。負傷者なし。これにより午前中の運行は取りやめ、午後も品川 - 横浜間のみの運転となる。原因はポイントの故障とされる。日本最初の鉄道事故。

### 東海道線神崎列車ウシ衝突脱線事故
1874年（明治7年）12月1日（列車脱線事故）
神戸17時15分発の大阪行き最終列車が、神崎駅（現・尼崎駅）を発車して神崎橋へ近づいたところで、線路内へ走ってきたウシと衝突した。即死したウシの死体が中央部車輪に巻き込まれ、客車2両が脱線し転覆、2両が脱線した。負傷者なし。

### 東海道線西ノ宮列車正面衝突事故
1877年（明治10年）10月1日
東海道線・住吉駅 - 西ノ宮駅（現・西宮駅。摂津本山駅・甲南山手駅・芦屋駅・さくら夙川駅はすべて未開業）間で上り旅客列車と下り回送列車が正面衝突。
上下列車は本来西ノ宮駅で行き違う予定だったが、上り旅客列車の直前に臨時列車が設定され、下り回送列車の機関方（機関士）が臨時列車の到着後、旅客列車を待たずに発車したのが事故の原因である。上り旅客列車と正面衝突し、乗務員3人が死亡した。
従来は駅長同士の電信連絡で列車の運行を管理していたが、事故を機に1区間に1本の列車しか入れないようにする票券閉塞方式の導入が前倒しされた。日本最初の鉄道死亡事故。

## 1880年代

### 大森駅構内列車脱線事故
1885年（明治18年）10月13日）（列車脱線事故）
1時ごろ、東海道線大森駅構内で、到着した最終の新橋発大森行き臨時列車（客車14両編成、池上本門寺の参詣客用）を下り線から上り線に転線する作業中、分岐器上で下等車の客車3両が脱線転覆。乗客1名死亡、1名負傷。
当日（10月12日）は池上本門寺の御会式期間中であり、大森駅は朝から通常の70倍を超える乗降客で混雑と混乱の極にあったとされる。
事故原因は朝からの大混乱で疲労困憊した係員が緑灯と赤灯を見間違えたこと、さらに分岐器の切り替えが不確実であったことの2点であった。政府は「鉄道掛り之者失錯より此変死を」起こしたとして事故の全面的責任を認め、死亡者に100円の埋葬手当・遺族手当を支払った。
日本の鉄道における最初の旅客死亡事故。
構内（蒲田寄の東海道線上下線間）に木製の慰霊碑が建立されていたが、2015年頃までに撤去されている。

### 東海道線工事列車正面衝突事故
1889年（明治22年）4月11日
11時15分ごろ、東海道線安倍川付近で15号機関車牽引の静岡発工事列車と5号機関車牽引の焼津発静岡行工事列車が正面衝突し、4人が死亡、7人が負傷した。
犠牲者の中には、名古屋で開かれる第三師団の招魂祭に参列するために乗車していた静岡県知事の関口隆吉が含まれている。まだ東海道線が全通しておらず、関口は工事列車に併結された客車に便乗していたが、前の貨車が積載していた鉄材が衝突時の衝撃で客車に突き刺さり、その鉄材に足を挟まれた。このため足を切断しなければならない状態になったが、関口はそれを拒否したため破傷風によって傷口が化膿し、5月17日に死亡した。

## 1890年代

### 山陽鉄道軍用列車海中転落事故

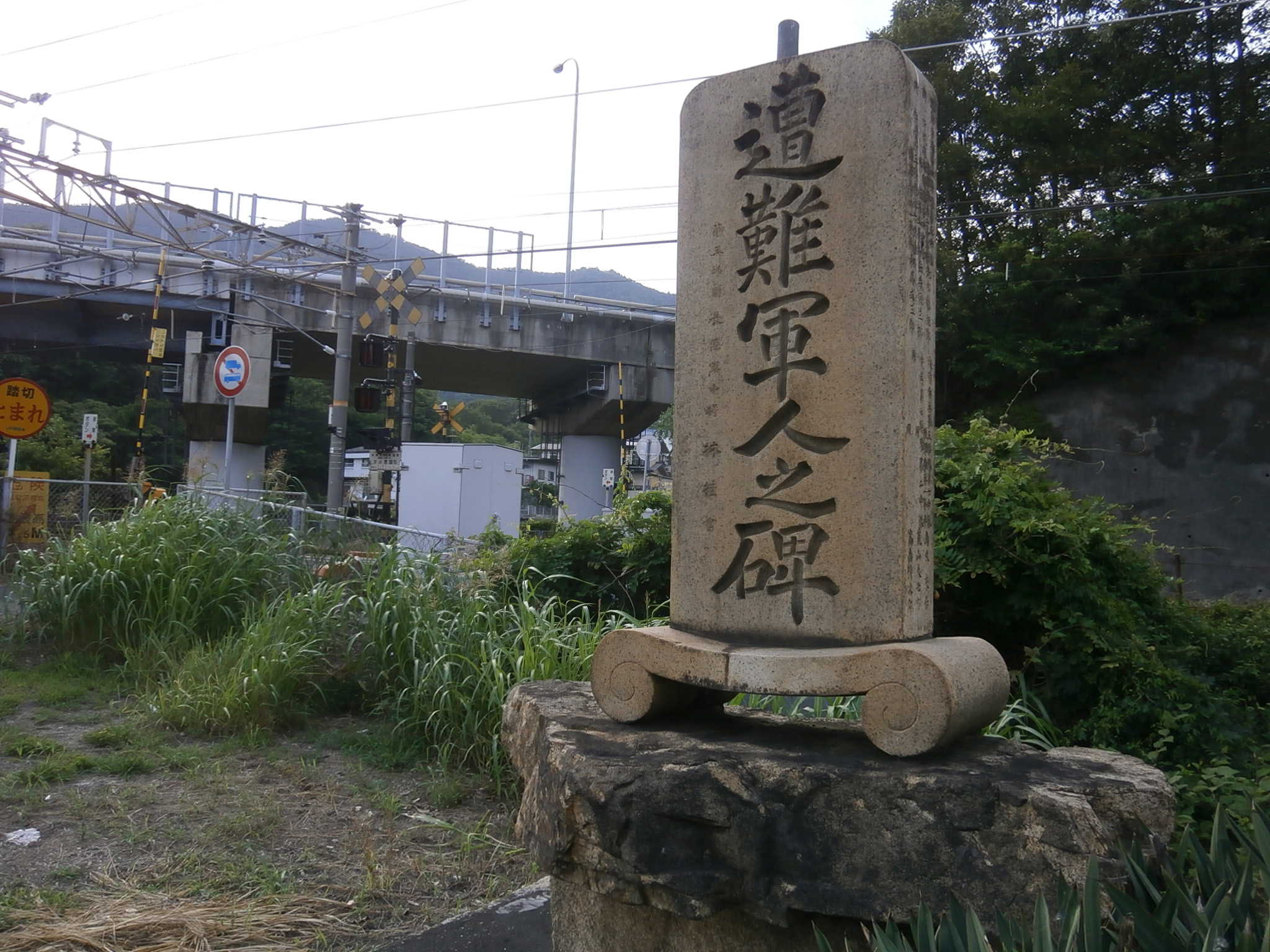
事故現場付近にある慰霊碑

1895年（明治28年）7月25日
当時山陽鉄道の路線だった山陽本線尾道駅 - 糸崎駅間を深夜に走行していた上り軍用列車（蒸気機関車牽引、客車23両、車両はすべて鉄道局所有）が、神戸起点225.3km付近（現在の広島県三原市と尾道市の境界）で、折からの暴風雨による満潮時の波浪で、築堤が300mにわたって崩壊していた線路に突入したため、機関車と客車6両が瀬戸内海に脱線転落した。
軍用列車には日清戦争に従軍した傷病兵と付添人、乗員ら358名が乗車していたが、11名死亡（うち乗員3名）し、98名が負傷した。事故後脚気で3名が死亡したため、後述の慰霊碑では乗客の死者を11名としている。機関車に乗務していた機関士と火夫見習いは殉職したが、火夫は顔面の負傷のみで助かり、海中に転落した客車から傷病兵を救助し、事故発生を知らせるために徒歩で尾道駅に向かった。
現在、同区間は海岸から少し離れたところに線路があり、海岸との間に国道2号があるため、同種の災害が起きる危険度は低い。慰霊碑は事故から41年後の1936年に第5師団の手で建立されており、現在も山陽本線才の原踏切（尾道バイパスと鉄道の立体交差地点）の傍らにある。
参考：山陽鉄道大脱線 明治28年7月26日東京日日新聞『新聞集成明治編年史. 第九卷』（国立国会図書館デジタルコレクション）

### 奈良鉄道平面交差衝突事故
1895年（明治28年）11月19日
奈良鉄道（現・奈良線）京都行き22列車が、京都駅 - 伏見駅間の竹田街道で平面交差していた京都電気鉄道の電車に衝突し、電車の乗客3人が死亡、29人が負傷した。京都電気鉄道側の信号無視が原因。

### 東海道本線工事列車転落事故
1897年（明治30年）10月3日
東海道本線（現・御殿場線）小山駅 - 山北駅間（谷峨駅は信号所時代を含め未開業）が、台風による酒匂川の氾濫によって不通になり、復旧工事が進められていた。5時ごろ、沼津から復旧工事現場に来た工事列車（機関車202号牽引）が停止しようとしてブレーキ操作を誤り、速度超過のため車止めを突き破り築堤下に転落、乗組員3名（うち2名は即死、もう1名も当日に死亡）および作業員6人の計9名が死亡し16名が負傷した。

### 九州鉄道蒸気機関車ボイラー破裂事故

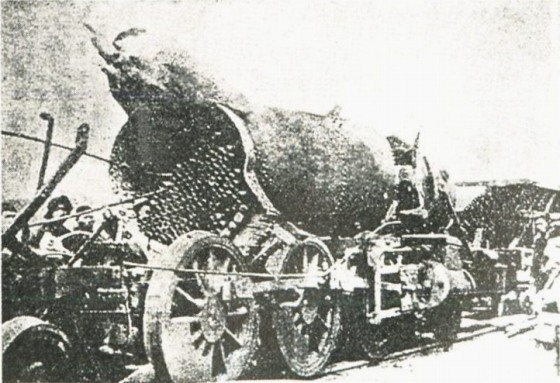
ボイラーが破裂した機関車

1898年（明治31年）4月8日 8時ごろ
九州鉄道（のちに国有化）幸袋線（1969年廃止）の幸袋駅構内で混合列車を牽引していた蒸気機関車（タンク式、のちの3300形蒸気機関車、1893年アメリカ合衆国ボールドウィン社製造）が、貨車入れ替え作業中にボイラーが破裂し大破。乗務員2名と駅員1名が殉職し、踏切にいた歩行者4名、民家内に居た1名が負傷したほか、吹き飛んだ車体で400尺（約120m）離れた地点までの民家3軒も破損した。事故は外火室が破裂したものであったが、原因不明。

### 箒川鉄橋列車転落事故
1899年（明治32年）10月7日
当時日本鉄道の路線であった東北本線矢板駅 - 野崎駅間で発生した、明治時代最大の鉄道事故である。当日17時ごろ、折からの台風接近による強い風雨のため、上野発福島行きの貨車客車混合第375列車（機関車2両・貨車11両・客車7両）は矢板駅を約1時間遅れで発車した。箒川鉄橋を通過中突風にあおられ、この瞬間貨車最後尾の緩急車の連結が外れて緩急車とその後ろの客車7両が鉄橋上で転覆、そのまま箒川へ転落した。増水した川の濁流で貨車・客車は砕かれ、一部の遺体は下流の烏山町まで流された。死者19名、負傷者38名。

## 1900年代

### 東海道本線山崎駅 - 高槻駅間列車脱線事故
1900年（明治33年）8月4日 19時45分頃（列車脱線事故）
東海道本線山崎駅 - 高槻駅間（当時島本駅は未開業）で下り第105混合列車（蒸気機関車・客車12両・貨車11両）が走行中突然、前から11両目の客車と次位の貨車3両が脱線し、その4両のうち2両が築堤下に転落し1人が死亡、2名が負傷した。事故原因は不明とされてきたが、後年の二軸貨車の競合脱線事故の最初のものと考えられている。

### 信越本線横川駅 - 軽井沢駅間乗務員乗客転落事故
1901年（明治34年）7月13日（鉄道人身障害事故）
信越本線横川駅を発車し、軽井沢駅へ向かって登坂中の長野行き第51列車で、20時40分ごろ1C1形蒸気機関車の蒸気管が突然破裂し、噴出した蒸気によって機関助士2名が車外に飛ばされて重軽傷を負った。機関士は非常制動をかけたがブレーキが効かず、列車は重力によって自然停止した後に退行し始めた。このとき乗客は40人おり、うち1人が退行前に飛び降りて無事に軽井沢駅にたどり着いたが、退行開始後に飛び降りた日本鉄道副社長男爵の毛利重輔とその息子の2人が列車に巻き込まれて死亡した。技術者だった毛利は碓氷峠の急勾配で退行し始めたということは制動不能になったと判断、その恐ろしさを知っていたため、ほかの乗客にも飛び降りることを勧めて飛び降りたという。列車は約1.9 km退行したが、機関士の必死の操作により停車に成功し、残った乗客は無事だった。

### 倉賀野駅 - 高崎駅間列車爆発事故
1907年（明治40年）5月6日 18時40分頃
高崎線の倉賀野駅 - 高崎駅を走行中の512列車で、14両目の3等車の網棚に吊ってあった乗客の携帯品（危険物）が落下して爆発、車体の上部が吹き飛び4人が死亡、20人が負傷した。危険物の中身は不明。

### 大阪駅清水太右衛門殉職事故
| 清水太右衛門を描いた紙芝居「鉄路の華」 |  | ノースゲートビルディングと立体駐車場をつなぐ通路に移設された清水太右衛門殉職碑 |
| 清水太右衛門を描いた紙芝居「鉄路の華」 |  | ノースゲートビルディングと立体駐車場をつなぐ通路に移設された清水太右衛門殉職碑 |

1907年（明治40年）5月31日 18時頃（鉄道人身障害事故）
大阪駅の駅員・清水太右衛門（岐阜県羽島郡小熊村出身）が同駅西第一踏切で踏切番として勤務中、遮断機をくぐり線路に入った幼女を発見。そのとき西成線の上下列車が同時に迫ってきた。太右衛門は踏切内に飛び込み間一髪で幼女を救ったが、列車と接触して重傷を負い、幼女を気遣いながらも22時間後に入院先で死亡した。死亡前には事故の目撃者の1人から10円もの寄付があり、大阪駅長が発起人となって義捐金を集め太右衛門に贈ろうとしていた。
この出来事に心をうたれた人々が太右衛門の功績を後世に伝えるため、1907年10月に現場付近（現・北区梅田三丁目）に「清水太右衛門殉職碑」が建立された。1945年の大阪大空襲で破壊されたため、1956年に国鉄総裁十河信二の揮毫で再建された。2007年に大阪駅の改装工事のため、阪神高速池田線梅田出入口付近に移設、これ以来JR社員によって数十年ぶりに命日に慰霊式が行われるようになった。2011年1月、ノースゲートビルディングと立体駐車場をつなぐ通路に移設された。そこからも後に撤去されたが、正式な移設先は2020年現在決まっていない。
現場となった踏切は大阪駅高架化に伴い昭和初期に廃止された。
1942年（昭和17年）に太右衛門の行為を描いた紙芝居が大阪鉄道局によって制作された。慰霊碑移設の新聞記事を見た作者の息子から2011年6月に紙芝居がJR西日本に寄贈された。『大阪駅物語』によって紙芝居が作られた事自体は知られていたが、所在は不明だった。
参考文献
- 朝日新聞大阪本社社会部 編『大阪駅物語』弘済出版社、1980年、48-50頁。
- 日本国有鉄道総裁室文書課 編『鉄道碑めぐり』日本国有鉄道、1962年、137-139頁。

関連項目：山崎栄、塩狩峠

### 上野鉄道転落事故
1907年（明治40年）8月17日
高崎発の列車が、洪水により橋脚が傾いた烏川鉄橋に進入したため川中に転落（機関車・緩急車1両・客車1両）。即死1名・軽重傷8名を出した。

### 九州線中原駅構内列車衝突事故
1908年（明治41年）5月17日（列車衝突事故）
九州線（前年に九州鉄道を国有化したもの）中原駅で、混合列車と駅に停留中の貨車が衝突。この衝撃で貨車2両がプラットホームに乗り上げ駅舎を破壊、待合室にいた2名が死亡、6名が負傷した。

### 銭函駅 - 軽川駅間列車脱線事故
1908年（明治41年）6月20日 11時53分頃（列車脱線事故）。
函館本線の銭函駅 - 軽川駅（現・手稲駅、ほしみ駅・星置駅・稲穂駅はすべて未開業）間を走行中の11列車が線路上の材木に乗り上げ、機関車と客車4両、郵便緩急車1両が脱線転覆した。乗客1名が死亡、20名が負傷。

### 東海道線蒲郡駅構内列車衝突事故
1908年（明治41年）9月2日（列車衝突事故）
東海道線蒲郡駅で、旅客列車と貨物列車が衝突、双方の機関車および客車3両と貨車4両が脱線し破壊、乗客5名と職員1名が死亡し、8名が負傷した。

### 横須賀線鎌倉駅列車衝突事故
1909年（明治42年）1月13日6時47分（列車衝突事故）
横須賀線鎌倉駅下り遠方信号機付近で、鎌倉駅を2分延発した上り客第2列車と大船駅を8分延発した下り客第505列車が正面衝突。両列車の機関車と客車3両、緩急車1両が脱線し、旅客9名と郵便係員2名、職員10名が負傷した。
当時横須賀線大船 - 鎌倉駅間は単線で通票閉塞方式で運行されており、同区間の運転時分はおよそ9分であった。第2列車と第505列車は所定では鎌倉駅で行違いを行う予定で、大船駅助役は第505列車の出発から6分後に送られてきた鎌倉駅からの閉塞信号を第505列車の鎌倉駅到着信号と誤認し閉塞機を取り扱った。
一方で鎌倉駅助役は第505列車が遅延しているため行違い駅を大船駅に変更するものと臆断し、既に同駅出札掛が第505列車への閉塞承認を行い通票を取り出せない状態であった閉塞機を不正に操作し通票を取り出した上で第2列車を出発させた。
鎌倉駅助役の不正操作と大船駅助役の誤認が重なった結果、駅間に2つの列車が存在する状態となり、下り遠方信号機付近で正面衝突に至ったものである。

### 奥羽線赤岩信号所構内列車転覆事故
1909年（明治42年）6月12日（列車脱線事故）
奥羽線赤岩信号所で発生した列車転覆事故。赤岩信号所を発車した列車が急勾配の第13号隧道内で空転を頻発した。その際、後部補助機関車内の機関手および機関助手は蒸気により窒息し昏倒。異常に気づいた本務機関車の機関手は非常制動をしようとしたが後退し始めた。そのまま列車は赤岩信号所構内に侵入、脱線転覆した。木造の客貨車は粉砕され、旅客は1人死亡、27人負傷。職員は3人死亡、3人が負傷した。

## 1910年代

### 東海道線京都駅列車脱線事故
1910年（明治43年）8月24日5時36分
東海道線京都駅を下り急行客第5列車が出発の際、第28号対向転轍機上を通過中に同転轍機取扱者の錯誤により転轍機が車庫線方向へ転換し、9両目と10両目が車庫線へ異線進入し脱線転覆、8両目はこれに引っ張られて本線上で脱線し、旅客2名が死亡し同7名が負傷した。

### 東海道線大垣駅列車追突事故
1912年（明治45年）6月17日 11時27分頃（列車衝突事故）。
東海道線大垣駅に停車していた軍用丁号列車に後続の貨物第459列車が追突し、貨物列車の機関車が脱線、軍用列車の客車4両が大破した。兵士7名死亡、51名負傷。貨物列車の速度の出し過ぎが原因。大垣駅の遠方信号機の停止現示で制動を執るも、間に合わず追突した。

### 常磐線高浜駅列車衝突事故
1913年（大正2年）7月25日 0時22分（列車衝突事故）
常磐線高浜駅を下り急行客第801列車が通過の際、下り遠方信号機が橙黄・緑・白の3色の異常信号を現示しており、これを認めた機関士は長緩汽笛を吹鳴しながら注意運転を行い場内信号機の正常な現示と転轍標識の正当方向への開通表示を確認し通過速度で運転を継続した。
しかし、転轍機担当駅手が注意汽笛を自身の担当転轍機の異線開通によるものと誤認し鎖錠により転換できない状態であった転轍桿のピンを抜いて強引に転換した結果、転轍機が直前転換し上り貨第836列車が停車中の番線への進路が構成され、これを認めた第801列車機関士が制動を執るも及ばず第836列車に正面衝突。両列車の機関車と客車2両、貨車5両が脱線・破損し職員3名と乗客17名が負傷した。

### 函館本線列車転落事故
1913年（大正2年）8月28日 2時45分頃（列車脱線事故）。
函館本線目名駅 - 熱郛駅で、急行第4列車が土砂崩壊で埋まった線路に突入し立往生、目名駅へ引き返そうと後退したが、第1貝殻沢橋梁に差しかかったところで築堤が崩壊し、2両目の客車が転落、1等寝台車など3両が横転した。7名死亡、67名負傷。この事故を機に、目名・上目名間のルートが変更となった。

### 北陸本線列車脱線事故
1913年（大正2年）10月3日 17時18分頃
北陸本線細呂木駅 - 大聖寺駅間（牛ノ谷駅は未開業）を走行中の下り第530旅客列車が敦賀起点55マイル30チェーン付近に差し掛かった際、約80m前方で右側切取斜面の土砂が豪雨により崩壊して線路が埋没していることに気が付き緊急停止の手配を執ったが及ばず土砂に突入した。機関車は土砂に乗り上げデッキ以下埋没、次位の客車は粉砕されその他客車2両が小破し、職員4名と乗客6名が負傷、乗客1名が即死、1名が現場で手当て中に死亡、2名が病院へ搬送後に死亡する惨事となった。
現場は不通区間両端に仮乗降場を設け、4日より徒歩連絡による運行が開始、6日に全面復旧した。

### 北陸線東岩瀬駅列車正面衝突事故
1913年（大正2年）10月17日

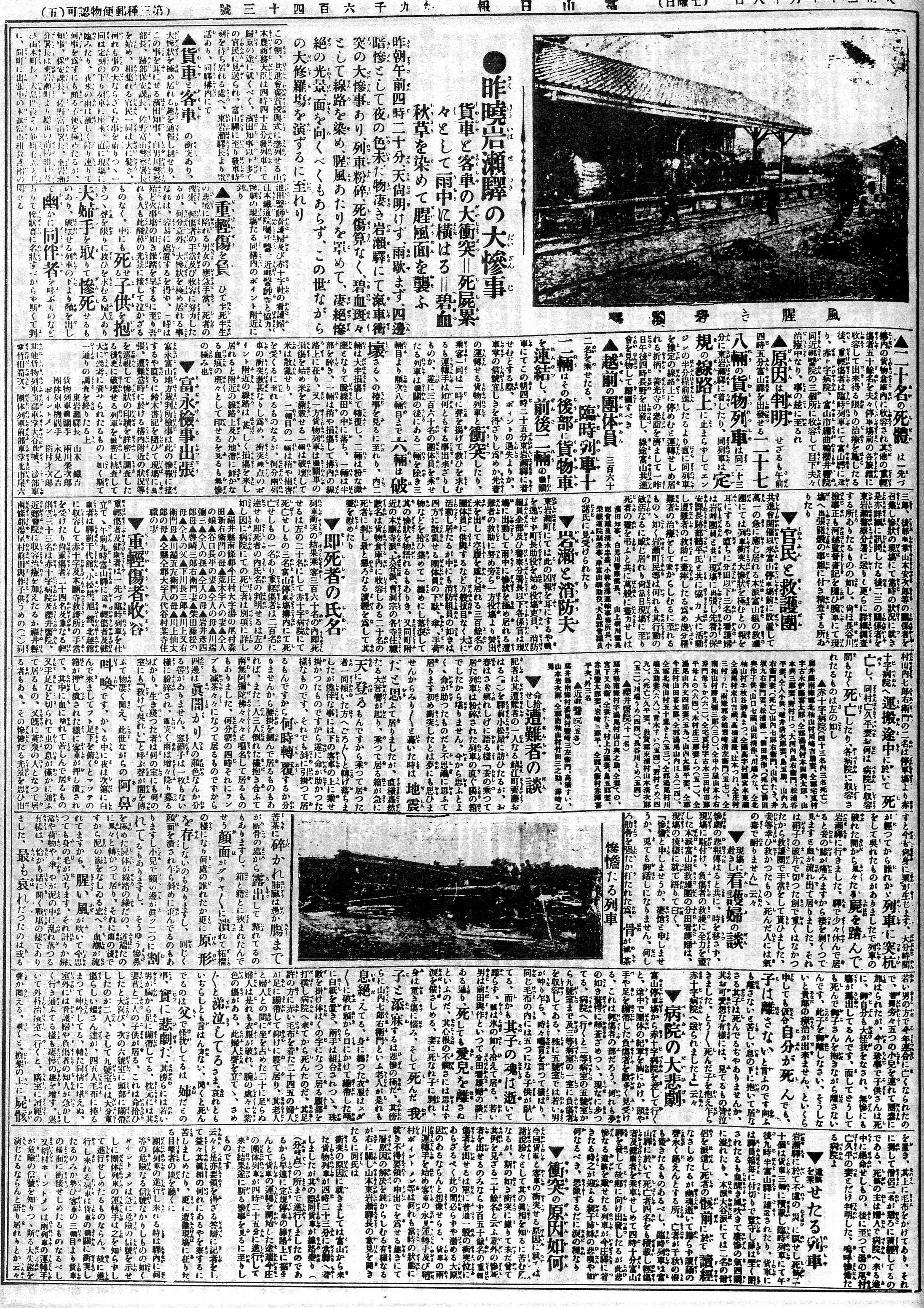
東岩瀬駅列車正面衝突事故を報じた「富山日報」の紙面

北陸本線東岩瀬駅（現・あいの風とやま鉄道線東富山駅）で、上り列車と行き違いを行う予定の下り臨時貨物列車第43列車がオーバーランを起こして本線に進入、上り対向転轍機外方約24mの箇所に停車した。手信号による退行中の4時23分ごろ、今庄駅前運送店主催の善光寺参詣の旅行者を乗せた、上り臨時団体旅客列車第700列車が停止信号を冒進し衝突した。上り旅客列車は前部に客車10両を、後部に貨車12両を連結した編成であったが、うち客車6両が転覆脱線、客車2両が破損、貨車1両が脱線。旅客24名が死亡（うち18名即死）、旅客106名、職員1名が負傷した（日本経済評論社『事故の鉄道史　疑問への挑戦』では即死21名、救出後事故当日中に死亡した者3名、23日午後に死亡した者2名、重軽傷者104名としている）。
下り貨物列車のオーバーラン、上り旅客列車の停止信号の見落とし（上り旅客列車の乗務員は、夜間に信号を照らす石油ランプの火が消えていたために信号を確認できなかったと証言した）、またはブレーキ操作の遅れが衝突の原因とされている。
下り貨物列車運転士及び上り旅客列車運転士は起訴され、1914年（大正3年）4月7日、上り旅客列車運転士に禁錮8か月、下り貨物列車運転士に罰金200円の刑が確定した。事故の発端であるオーバーランを起こした下り貨物列車側よりも上り旅客列車側の処罰が重い理由は、明治42年制定の列車運行及信号取扱心得第168条で「遠方信号機が確認できない場合は当該信号機に最大の制限のある危害信号（現在の停止信号）の現示があるものとして徐行し、必要に応じて停車しなければならず、場内信号機が停止信号であるならばその手前で停車しなければならない」との規定に違反していたためである。
また、1915年（大正4年）2月1日付で鉄道院の部内処分が行われ、上り旅客列車側の遠方信号機の灯火を理由に東岩瀬駅長が減俸処分、下り貨物列車の緩急車へのブレーキ管の接続が不完全だったにもかかわらず（つながってはいたが、ブレーキはかからない状態だった）発車させ、その際に虚偽報告をした事故当時の富山駅助役（処分発令時は事故の責任により金沢運輸事務所運輸課員に降格されていた）が同じく減俸処分、部下（上り旅客列車乗務員）への監督責任により糸魚川機関庫主任が譴責処分となっている。
この事故を機に安全側線が採用され、日本全国に整備された。安全側線は低速でのオーバーランに対しては有効であるが、運転士が停車操作を行わない場合は安全に停車できず、有効長が短いため砂利盛りに乗り上げるなどして脱線転覆し結局本線を支障することがある。その結果発生した事故の例として、後年に発生した参宮線六軒事故、常磐線三河島事故などがある。これらの事故を教訓にATS、ATCなどのさらなる安全設備が進展した。

### 東海道線熱田駅列車脱線事故
1914年（大正3年）5月18日 3時4分頃
東海道線熱田駅で上り第10旅客列車が定時で同駅を通過しようとした際、対向第24号転轍機のトングレールが基本レールに密着しておらずボギー客車3両が脱線・傾斜し、乗客1名が死亡、16名が負傷した。
原因は事故当該の第10列車の前に熱田駅へ進入した中央線第551列車の到着後に第24号転轍機を転換しようとしたところ連動機に異常が生じたため検査を行っていたが、信号手が転轍手との連絡を怠り既に連動機の故障が復旧し正当方向へ転轍機が転換したものと思い込んで第10列車に対して進行を指示する信号を現示したことであった。

### 東北本線滝沢駅列車脱線事故
1915年（大正4年）5月29日
東北本線滝沢駅を20時11分に発車した上り第238混合列車が同駅第1号（ロ）転轍機を通過中、26両目の三等緩急車の車輪が同転轍機のトングレールに乗り上げ約11m進行後脱線し、第1号（イ）転轍機の転轍標識に衝突するとともに前後4両の客車も脱線した。その後も列車は進み続け第1号（イ）転轍機より約183m進行したところでようやく停止した。これにより乗客1名が死亡、職員1名と乗客23名の合わせて24名が負傷した。

### 北陸線列車転落事故
1916年（大正5年）6月11日 13時15分頃（列車脱線事故）
北陸本線魚津駅 - 滑川駅間を第201列車（客車12両・貨車7両牽引）が走行中、角川鉄橋の手前で後部貨車が脱線、築堤下や川へ転落した。この影響で4両目の3等客車も橋下へ転落し、11名が死亡、21名が負傷した。軌道の安定を欠いていたところへ、有蓋貨車が高速で通過し浮き上がったのが原因と推定された。

### 東北線列車正面衝突事故
1916年（大正5年）11月29日
東北本線（現・青い森鉄道線）下田駅 - 古間木駅（現・三沢駅）間（当時向山駅は未開業）で、下り臨時旅客列車と上り貨物列車が正面衝突。軍隊入営兵士ら29名が死亡した。
当時、東北本線は単線で通票閉塞方式をとっていた。当日夜、古間木駅助役と駅員1人が勤務時間中に外出し飲酒した。先に戻ってきた駅員は下り臨時旅客列車の運転の連絡を受けて閉塞扱いをしたのち就寝し、駅に戻った助役も寝てしまった。その後、下り臨時旅客列車の運転を知らされていない別の駅員が、到着した上り貨物列車に渡す通票が見当たらないために助役を起こして指示を仰いだ。泥酔した助役は閉塞機から通票が取り出せないのは故障だと判断し、針金を差し込む不正操作で通票を取り出して上り貨物列車に渡し発車させてしまった。当時の閉塞機は通票が引っかかって取り出せなくなる故障が時として起こっており、その際は針金などを差し込んで通票を取り出していたが、この事故を機に、不正扱いができないよう閉塞機の改良が進んだ。

### 岩越線雪崩事故
1917年（大正6年）1月22日 - 23日
1月22日、岩越線（現・磐越西線）徳沢 - 豊実間で旅客列車の一部の車両が雪崩により埋没、無事だった客車で乗客を避難させた。翌23日、この列車の救援に向かった重連運転の機関車が堆雪により停車、後部機関車は辛うじて運転できたため本務機関車を現場に残して引き返したが、取り残された本務機関車周辺の除雪作業中に雪崩の直撃を受けた。死者9名。なお同線では同年3月にも雪崩による鉄道事故と、松野トンネル崩壊事故が発生している。

### 岩越線三重雪崩事故
1917年（大正6年）3月3日 - 4日
3月3日21時55分頃、貨第437列車が岩越線（現・磐越西線）五十島駅 - 馬下駅間（当時東下条駅・咲花駅は未開業）を走行中に線路上の堆雪に乗り上げた直後、山腹より大雪崩の直撃を受け機関車及び貨車4両が脱線又は転覆し職員2名が負傷した。その後除雪作業を行っていたが翌4日8時10分頃に再度雪崩が発生し職員2名が即死、4名が人事不省に陥った。その後も除雪作業は続けられ同日17時20分頃に脱線車両の復線作業が終了し運転を再開しようとした刹那に3度目の雪崩が直撃し機関車及び貨車3両が脱線、職員1名が即死し6名が負傷した。
最終的に職員3名が即死、42名が負傷する惨事となった。

### 信越本線熊ノ平駅列車脱線事故

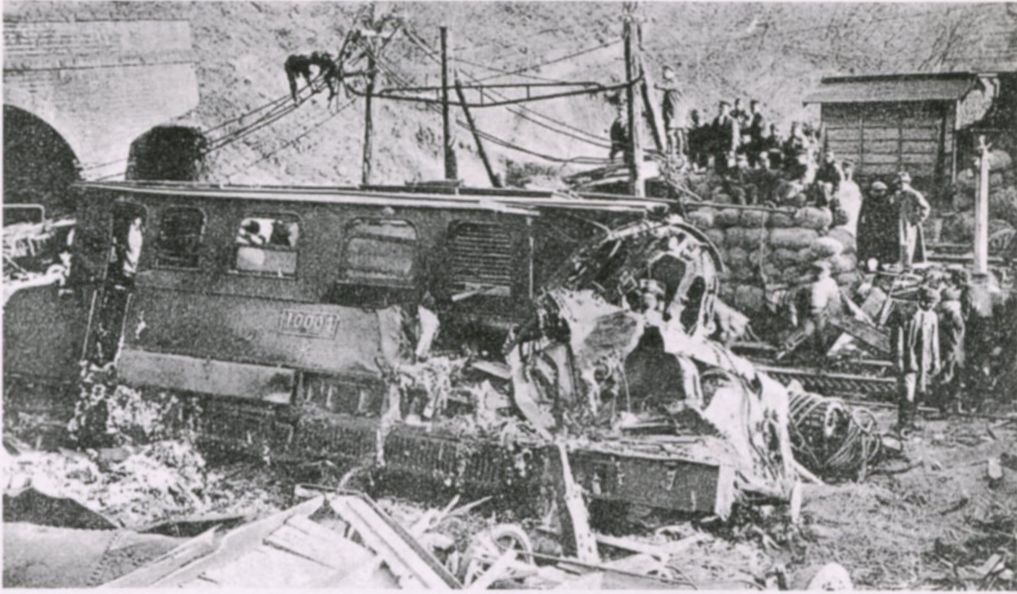
事故現場

1918年（大正7年）3月7日（列車脱線事故）
熊ノ平駅を軽井沢方面へ発車した貨第191列車（10000形電気機関車2両・貨車10両・有蓋緩急車1両）の本務機関士が、第20号トンネル通過中に異臭・異音を感じ、緊急停車した。故障は軽微であったことから運行継続を決断し、再発車しようとしたが起動せず、碓氷峠の急勾配を退行し始めた。機関士は制動を試みたが発電ブレーキが故障して効かず、10か所のトンネルを通過暴走して熊ノ平駅の引込線に突っ込み、第10号トンネル終点側出口付近の岩壁に衝突した。列車は転覆して大破。これにより乗務員1名、熊ノ平駅転轍手1名の計2名が即死、補助機機関士・後部車掌の2名が重傷後死亡で計4名が犠牲となり、ほか4名が負傷した。

### 山陽本線兵庫駅構内爆発事故
1918年（大正7年）4月6日8時50分
大貨物積卸場付近に解放中の貨車に仲士が酸素ガス缶16個を積込中、6個目を積込んだところで突如ガス缶が爆発炎上し他のガス缶に延焼爆発したため貨物上屋と貨車12両が全焼、貨車15両が半焼し、積込作業中の仲士1名が即死、6名が負傷した。

### 山陰本線列車脱線事故
1918年（大正7年）7月12日
9時43分、山陰本線湖山駅 - 宝木駅間（鳥取大学前駅・末恒駅は未開業）を走行中の第605混合列車が、進行方向左側の築堤が約66mに渡って深さ約1 - 3m陥没している箇所に進入した。このため貨車8両・客車2両が転覆、客車3両が傾斜、客車2両が脱線し、乗客2名が後に死亡、職員11名と乗客45名が負傷した。

### 下関駅構内爆発事故
1918年（大正7年）7月26日
山陽本線下関駅（旧）構内で関門連絡船に積込み中の弾薬搭載の貨車が爆発。作業員ら34名が死亡、51名が負傷した。さらに鉄道貨車7両が粉砕し118両が脱線したうえに、下関駅構内にいた急行列車の客車窓ガラスも破壊されたため、列車の乗員乗客55名も負傷した。

### 山手線恵比寿駅踏切障害事故
1918年（大正7年）8月5日
14時8分頃、山手線恵比寿駅の構内踏切で鉱山用火薬を積んだ荷車が急坂を降り下り、そのまま同線下り線に進入し身動きが取れなくなった。同踏切の踏切番と協力し荷車を踏切外へ出そうとしたが、そこへ目黒駅を定刻で発車した下り第185列車が接近。運転士は進路を支障する荷車を認め制動を執ったが及ばず衝突し、積荷の火薬が爆発したため電車1両が焼損、職員9名と乗客29名が負傷、荷車の挽子1名が死亡した。

### 東海道線列車多重衝突事故
1918年（大正7年）10月27日
東海道線川崎駅4番線に停車中の下り第321貨物列車が発車時刻となったため同駅を発車したところ、上下本線の亘り線が反位に転換していたため第321列車は上り本線に進出した。これを認めた同駅駅員はすぐに下り方隣駅の鶴見駅へ対向の上り第604貨物列車の発車を抑止するよう依頼したものの、既に第604列車は鶴見駅を発車していたためなす術がなく、20時21分に両列車は正面衝突した。これにより両列車の機関車が大破、貨車5両粉砕、3両転覆、2両が脱線した上に散乱した貨物が隣接する下り電車線を支障し、そこへ進行してきた下り第947電車がこれに乗り上げて脱線。貨物列車の職員2名が死亡、4名が負傷し、電車の職員1名が負傷する多重衝突事故となった。

### 東海道線垂井駅転覆事故
1919年（大正8年）7月29日 22時46分頃
東海道線垂井駅を通過中の神戸発東京行きの12急行列車が、垂井駅東方の相川橋梁付近で停車中の第308単行機関車列車に衝突、急行列車の機関車は線路下の畑に転落、1両目の緩急車と2両目の一等寝台車は粉砕された。この事故で死者1名、重軽傷者21名を出した。急行列車には神戸の海運事業家であり政治家の内田信也が家族（母、兄）と共に乗車しており、内田と母は重傷、内田の兄は即死した。原因は駅員の不注意によるもので単行機関車を下り線に入れ替えることを忘れそのまま放置したことによる。

### 東海道線人身障害事故
1919年（大正8年）10月12日 22時25分頃（鉄道人身障害事故）
東海道線蒲田駅 - 大森駅間の池上街道近くの地点で、池上本門寺御会式に参拝した群衆が柵を超えて線路内に立ち入り、走ってきた932電車と衝突し8名が死亡、3名が負傷した。群衆が線路内に立ち入った理由は不明。

## 1920年代

### 北陸線列車衝突事故
1920年（大正9年）8月10日
北陸本線熊坂信号所（現：牛ノ谷駅）- 大聖寺駅間の熊坂隧道内で、10時30分頃下り第229不定期貨物列車とモーターカーが衝突しモーターカーは大破。職員5名が負傷しうち2名が後に死亡した。
モーターカーは小松駅 - 粟津駅間の今江踏切の架道橋への切替工事にあたっての現場視察のため、金沢保線事務所長がその他の保線職員と共に乗り込み美川駅より駅長に無断で運転していた。その後熊坂隧道東坑口で第229列車の退避のため一旦モーターカーを線路から取り外したものの、通過時刻を過ぎても第229列車が通過しなかったためモーターカーの運転を再開し熊坂隧道へ進入したところ、定刻より約3分遅れで運転していた第229列車と衝突したものである。

### 鹿児島線赤間駅列車衝突事故
1920年（大正9年）11月27日
上り第76貨物列車が鹿児島本線赤間駅4番線を定刻より7分遅れの7時3分に出発し下り本線を横断して上り本線へ進出中、前区間での遅れを取り戻そうと回復運転を行っていた下り第469貨物列車が同駅の場内信号機の停止現示を冒進し第76列車の前部より6両目の車両に衝突。これにより第76列車の貨車6両と第469列車の機関車及び貨車15両が脱線転覆し、職員1名が即死、2名が負傷した。

### 磐越西線小島山トンネル列車脱線火災事故
1921年（大正10年）3月20日 18時8分
磐越西線五十島駅 - 馬下駅間（当時東下条駅・咲花駅は未開業）にある小島山トンネルの東側出口で、雪混じりの土砂が堆積しているところに上り列車が突入し脱線。多数の重軽傷者が発生する中、郵便係員用のストーブから出火し全車両に延焼した。死者9名。

### 北陸線列車雪崩直撃事故

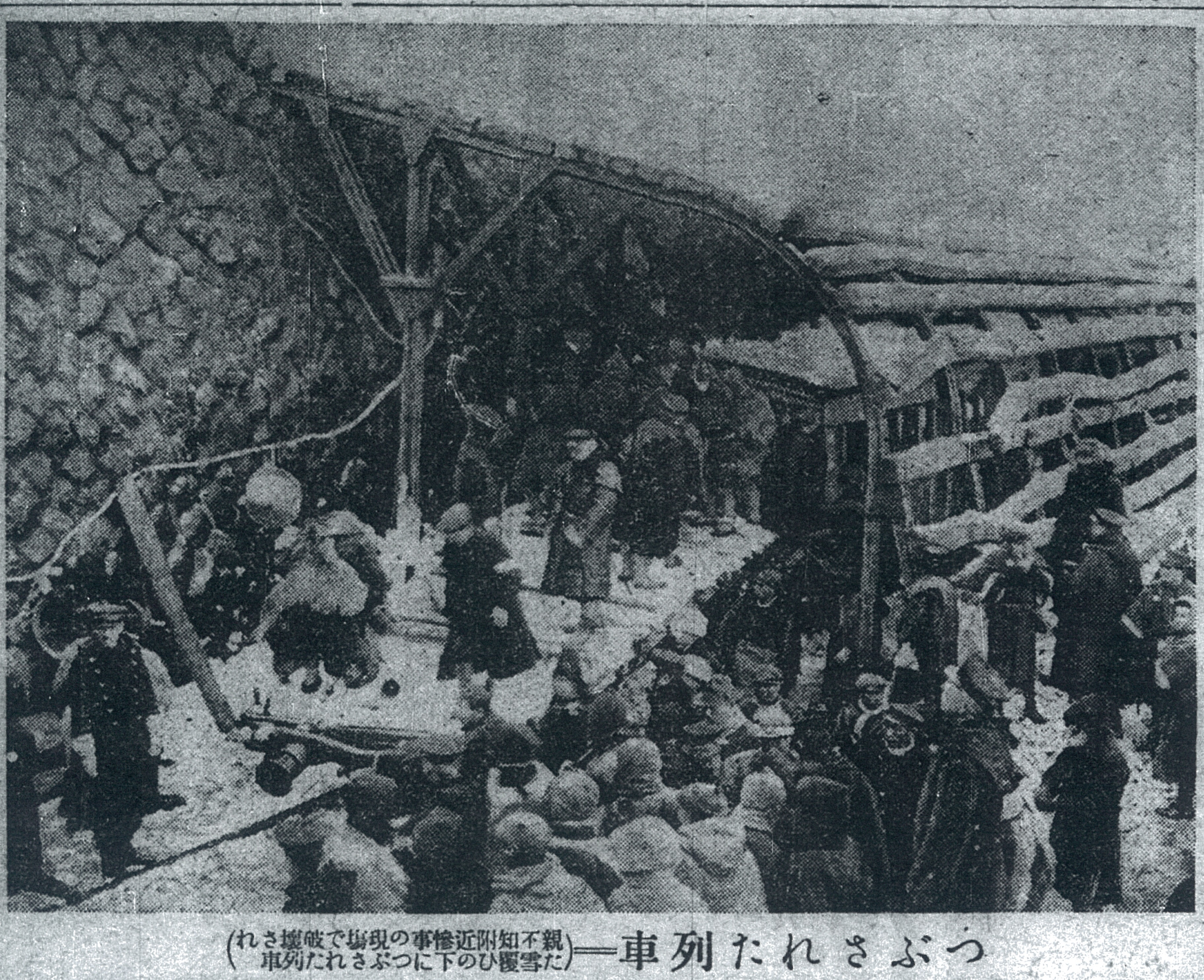
北陸線列車雪崩直撃事故現場写真 (東京日日新聞大正11年2月7日)　床しか残っていない

1922年（大正11年）2月3日
北陸本線（現・えちごトキめき鉄道日本海ひすいライン）親不知駅 - 青海駅間にあった勝山トンネル西口で65列車（蒸気機関車2296（2120形）牽引、6両編成）が雪崩の直撃を受け客車2両が脱線大破した。乗員乗客200名のうち、乗客89名・鉄道職員1名、合わせて90名が死亡した。
事故原因は豪雪による積雪が季節外れの大雨によって緩んだために発生した雪崩に巻き込まれたものだった。雪崩による鉄道事故の犠牲者数では、現在に至るまで日本で最悪の数字である。

### 山陰本線列車脱線事故
1922年（大正11年）4月3日 17時45分
山陰本線亀岡駅 - 嵯峨駅（現・嵯峨嵐山駅）間にある保津川橋梁付近で、園部発京都行き110列車の4 - 6両目貨車が脱線し、後方の客車も貨車から切り離された後脱線した。即死者3名、負傷者多数。山陰本線の前身である京都鉄道の設立者でもある実業家の田中源太郎も巻き込まれて死亡している。事故翌日の報道によれば、事故の原因は現場付近で急ブレーキをかけたことにより積み荷の材木が線路に落下したこととされる。

### 東北本線久田野駅列車脱線事故
1923年（大正12年）1月9日
東北本線久田野駅で、2時33分頃に上り第402旅客列車が同駅出発信号機の停止信号を冒進して側線の車止めを突破。機関車及び客車2両が脱線大破し、乗客6名が即死、職員1名と乗客27名が負傷した。
所定では第402列車は久田野駅を通過し白河駅で対向の下り第705列車との行き違いを行う予定であったが、当日は第402列車の遅延のため行き違い駅を久田野駅に変更しており第402列車は同駅に臨時停車する手筈であった。しかし、第402列車の運転士は同駅場内信号機の現示を見落とし減速しないまま進行し、出発信号機の停止信号に気が付いて制動を執ったものの及ばず側線に突入した。

### 筑豊本線折尾駅列車衝突事故
1923年（大正12年）1月28日
14時25分頃、筑豊本線折尾駅に定刻より5分遅れて停車中の若松発伊田（現：田川伊田駅）行き下り第721旅客列車に定刻より5分早く同駅を通過しようとした後続の若松発直方行き下り第103貨物列車が衝突し、第721列車の客車2両が脱線大破、客車1両が破損し第103列車の機関車及び貨車2両が脱線。乗客1名が死亡、職員1名と乗客77名が負傷した。
当日折尾駅では13時30分頃に筑豊本線下り信号機の腕木が故障し助役の指示により信号取扱補助者と通信工手の2名が関係信号機の点検及び試験を行っていた。14時18分頃、上り方隣駅の本城信号所より第103列車の本城信号所 - 折尾駅間への進入許可を求められ折尾駅助役はこれを承認したが、第721列車が下り線に停車中であるため一時試験を中止し下り場内信号機に停止信号を現示するよう連絡するべきところこれを怠った。その後、助役は上り第88列車の出発信号機を転換するため詰所を出たところ下り場内信号機が進行を指示する信号を現示していることに気が付き直ちに信号を停止現示としたが、既に後続の第103列車は下り遠方信号機及び場内信号機の進行を指示する信号の現示を確認して通過速度で折尾駅に進入しており、停車中の第721列車を認めた運転士が急制動を執ったものの及ばず衝突した。
折尾駅助役は業務上過失致死罪に問われ、同年11月26日に罰金400円又は200日間の労役場留置が言い渡された。

### 参宮線列車転覆事故
1923年（大正12年）4月16日
参宮線（現・紀勢本線）下庄駅 - 一身田駅間（亀山駅より約8.1km地点）で、湊町（現・JR難波）発鳥羽行き急行62列車が脱線転覆した事故。死者15名、負傷者約160ないし200名。
この日は先発の第60列車が定員オーバーにより連結器が破損して2時間以上遅れ、その間に、名古屋方面から来た乗客を乗せるため亀山駅より臨時列車が第60列車のダイヤに沿って発車（臨時60列車）、遅れて到着した第60列車は第62列車のダイヤに沿って運転、さらにその後ろを走っていた第62列車は下庄駅で上り第310列車を待ち合わせたため、32分遅れで発車した。
事故現場ではこの第310列車の通過後40分間は列車が来ないことになっており、この間にレールを交換する予定であった。しかし、それを知らせる標識は一切出しておらず、レールを外し終わったところに62列車が差しかかり脱線・転覆した。
機関車は線路の敷かれていた築堤上に停車、しかし木造客車7両のうち4輪単車の1 - 3両目は築堤の下に落ちて大破、同じく4輪単車の4・5両目も折り重なるようにして大破、線路上に残っていたボギー車の6・7両目も破損した。そして築堤下に落ちたうちの1両は写真では一切確認出来ないほど大破した。

### 根府川駅列車転落事故

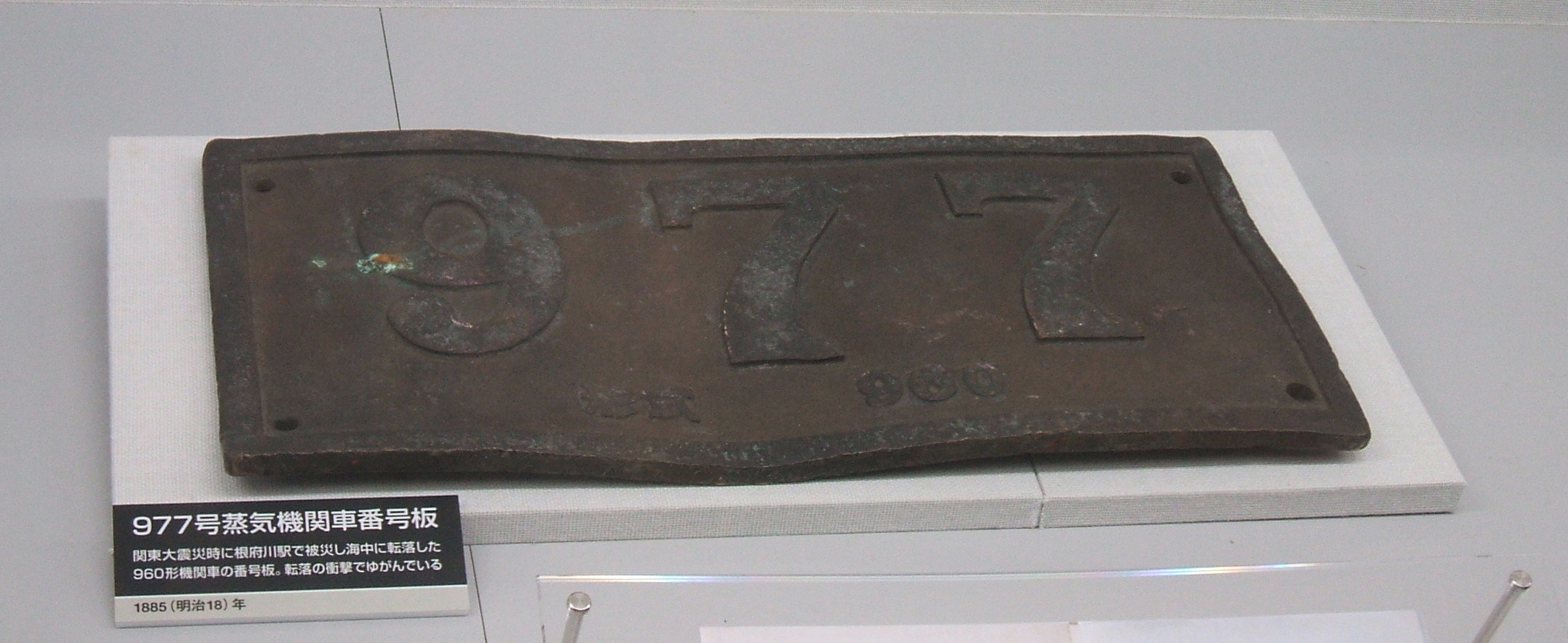
事故機関車のナンバープレート
（鉄道博物館所蔵）

| 海岸に残った客車のうちの1両。台車が外れ、車体が歪んでいる。 |  | 海底に沈んだ車輪の周りを泳ぐ魚(読売新聞1933年8月28日付)  |
| 海岸に残った客車のうちの1両。台車が外れ、車体が歪んでいる。 |  | 海底に沈んだ車輪の周りを泳ぐ魚 (読売新聞1933年8月28日付) |

1923年（大正12年）9月1日（関東大震災）
熱海線（現・東海道本線）根府川駅のホームに停止しようとしていた下り真鶴行き列車（960形蒸気機関車977牽引、乗客約150名）が、関東地震によって引き起こされた地滑りに遭遇し、ホームごとおよそ45m下の海中に転落、客車8両のうち最後部の2両 が波打ち際に残ったほかは海中に没した。鉄道省の記録では、列車の乗客と乗務員合わせて111名が死亡。さらにホームにいた駅員3名が死亡、乗客約20名が行方不明、これも合計すると死者行方不明者は約130名となっているが、死者数は資料によって異なっている。
また、根府川駅で下り事故列車と交換するはずであった東京行き上り列車は、遅延していたため寒ノ目山トンネルを出た所で地すべりに遭遇し、客車6両をトンネル内に残して960形蒸気機関車（979）が埋没、職員4名と乗客2名が死亡した。
関東大震災では12件の鉄道事故が発生し、犠牲者が出た事故は7件あったが、根府川駅における事故が最大の犠牲者を出していた。

### 東海道線裾野駅列車脱線事故
1923年（大正12年）9月6日 19時10分頃
東海道本線（現・御殿場線）下り臨時貨物"ロ"列車は現車33両で機関車逆行運転で御殿場駅を27分遅れの18時47分に発車後、速度が徐々に増加する傾向があり注意運転を行っていたが、富士岡信号場（現・富士岡駅）手前より再度速度が増加。制動を執るも速度は落ちず、隣の岩波信号場（現・岩波駅）通過時には既に手の施しようがない状態となった。
その後も暴走を続けたまま裾野駅進入時に転轍機附帯曲線部で機関車と貨車29両が脱線、うち23両が大破した。これにより職員12名が死亡、1名が負傷したほか、臨時貨物列車が沼津駅まで運行されることを知り係員の拒絶を振り切って乗車していた公衆のうち1名が死亡、5名が負傷した。

### 高崎線本宿信号場列車脱線事故
1923年（大正12年）9月17日 6時36分頃
高崎線本宿信号場（現・北本駅）に上り第104旅客列車が進入する際、第5号（ロ）転轍機のトングレールが基本レールに密着しておらず鎖錠桿が不転換となったが、当務助役は鎖錠桿の不具合と即断し手信号により第104列車を進入させ、同転轍機で機関車及び客車3両が脱線、客車1両が転覆し職員4名と乗客9名が死亡、職員3名と乗客37名が負傷した。当時は関東大震災直後ということもあり乗客が多く、炭水車上や機関車のデッキ上、客車間に多数の乗客・職員が乗っていたことから被害が拡大した。
事故原因となった第5号（ロ）転轍機の不密着の原因は不明であるが、トングレールと基本レールの間にサイダー瓶の破片が多数存在したことから、投げ捨てられたサイダー瓶がトングレール可動部に挟まって不密着状態となった可能性があると推定された。

### 東海道線宮原信号所列車脱線事故
1923年（大正12年）12月31日
東海道本線宮原信号所（塚本駅構内）を東京発糸崎行き第31旅客列車が通過の際、信号所助役が誤って本線ではなく北方貨物線へ進路を構成していた上、第31列車機関士が下り場内信号機の1つ外方の半自動信号機が進行現示であったことから下り本線場内信号機も進行現示であると思い込み前方注視を怠り、本線場内信号機の約100m手前で停止現示を認め急制動の手配を執るも及ばず制限速度を超過した状態で渡り線上を進行。第6号転轍機付近で脱線転覆し乗客20名が負傷した。
宮原信号所では第31列車の通過前の15時40分頃に駅手が吹田西信号所より次の通過列車が第31列車であるとの通報を受けていたが、同列車は平時であれば宮原を14時50分に既に通過しており時刻表上は次の通過列車は北方貨物線へ向かう第411貨物列車であったため助役は駅手に対し吹田西信号所へ再度次通過列車の列車番号を問い合わせるよう命じた。問い合わせを受けた吹田西信号所は再度第31列車が通過すると通報したものの、助役は第31列車は既に通過済みとしてこれを無視して北方貨物線への進路を構成し、下り半自動信号機と下り北方貨物線場内信号機に進行信号、下り本線場内信号機に停止信号を現示していた。
宮原信号所助役及び第31列車機関士は業務上過失往来危険罪及び殺人予備罪に問われ、1924年（大正13年）10月10日に助役は禁錮5年、機関士は禁錮3年の判決が下された。

### 箱根登山鉄道電車脱線転落事故
1926年（大正15年）1月16日（列車脱線事故）
小田原電気鉄道（現・小田急箱根）鉄道線小涌谷駅 - 宮ノ下駅間の80‰の下り勾配を走行していた箱根湯本行き単行電車（チキ1型チキ5）のブレーキが効かなくなり、加速してカーブで脱線。築堤から12メートル下に落下し、民家2軒（留守で誰もいなかった）を半壊させた。この事故で17名が死亡、10名が負傷した。唯一無傷だったのは途中で飛び降りた乗客1名のみだった。
事故原因は鉄道省による調査では線路・車両共に異常は見つからず、電車運転士が速度制御に失敗したと推定されたが、重傷の運転士は当時の記憶を喪失しており、詳細を調査できず原因不明として処理された。
事故車のチキ5は廃車となった。その後、1950年にチキ1型の台車などを流用したモハ1形が製造されたが、車両番号は台車の流用元の番号に100を足したものとされたため、105号が当初から存在しない状態となっている。

### 山手線池袋駅旅客転落事故
1926年（大正15年）3月15日
山手線品川発外回り第1015列車（4両編成）が池袋駅に停車中に車掌が閉扉したところ、扉へ押し寄せる乗客が多く完全に閉扉できていなかったが車掌は安全確認を怠り漫然と運転士へ発車合図を送ったため複数の乗客が乗り切れていない状態で列車が発車。乗客数名が列車に引きずられるなどしてホーム上へ転倒したほか2両目中央扉から乗車しようとしていた乗客1名が列車とホームの隙間から軌道内へ転落して死亡した。

### 山陽本線特急列車脱線事故

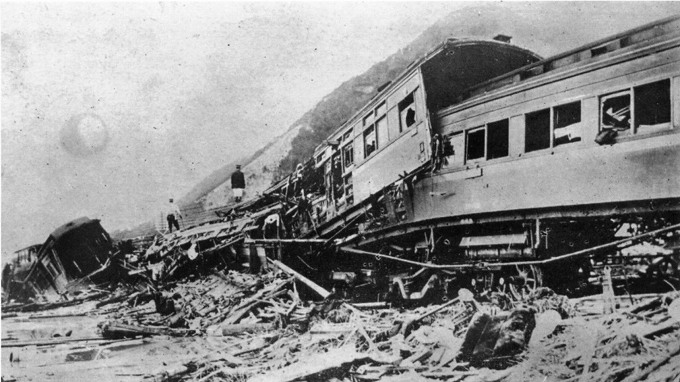
めり込み粉砕した木造客車

1926年（大正15年）9月23日
山陽本線安芸中野駅 - 海田市駅間で、豪雨により築堤が崩壊し線路が浮き上がっていた場所に東京発下関行きの下り特急第1列車（事故後の1929年（昭和4年）に「富士」と命名）が差し掛かり、築堤下に脱線転覆。34名が死亡した。
事故列車はヨーロッパ - アジア間国際連絡運輸の一部を担うものであり、著名人が多数犠牲となった。木造客車の車体強度の弱さが指摘され、この事故と参宮線における事故により木造車両の製造を中止し、翌年から鋼製客車が製造されるようになった。

### 阪急十三駅三重衝突事故
1926年（大正15年）10月14日
阪急神戸線十三駅構内を走行中、神戸（後に上筒井駅に改称され廃止）発梅田行列車（500形508+509+510）が宝塚線の引上線へ誤進入。その後、電動貨車1208号が510号と接触。さらに、神戸行列車（600形604+602+606）が510号と接触し、三重衝突事故となった。
事故車両はすべて鋼製車両だったため、死者はなく、負傷者3人のみにとどまった。

### 三河鉄道正面衝突事故
1928年（昭和3年）4月1日
三河鉄道三河本線（現・名鉄三河線）若林駅に停車しようとした下り貨物列車 がブレーキ故障により冒進し単線区間に進入、同駅付近 で対向の旅客列車 と正面衝突した。翌日の報道では乗客44名のうち生命危機1名、重傷6名、軽傷13名とされている。

### 東京市電大曲衝突事故
1928年（昭和3年）7月3日
事故当日の朝、東京市電の21系統厩橋発早稲田行電車（1471形1632号）が竹町停留所付近で空気ブレーキの故障を起こし、同停留所で客扱いを中止して早稲田車庫への回送を決定。春日町停留所まで単独運行したあとに大塚行きの電車との連結運転で伝通院停留所へ到着。同停留所から次の早稲田行きの電車に連結するために早稲田方面の線路に侵入したところ、安藤坂の自然傾斜により電車は暴走を始める。
同車の監督運転士が暴走する電車に飛び乗り、運転士と共に電車を制動させようとするも失敗し、坂下の大曲交差点に差し掛かっていた38系統早稲田発錦糸堀行きの電車（1001形1056号）の運転士が回送車の監督運転士の危険を知らせる絶叫に気づいて電車を発進させるも、間に合わずに側面に衝突した。
朝ラッシュで乗客を満載していた錦糸堀行き電車は民家の板塀を突き破った状態で横倒しとなり、回送車は運転台をもぎ取られた状態で停止。回送車の監督運転士が即死し、33名が重軽傷を負った。

### 北陸線柳ヶ瀬トンネル窒息事故
1928年（昭和3年）12月6日
北陸本線刀根駅 - 柳ヶ瀬駅間（後に新線切替に伴い当該区間は柳ヶ瀬線に分離、1964年〈昭和39年〉廃止）にある柳ヶ瀬トンネル（単線）を走行していた上り556貨物列車（D50形蒸気機関車2両、前部本務機D50 64、後部補機D50 206）が、トンネル内の25 ‰の登り坂で空転を起こして速度が低下し、出口まで25 mの地点で走行不能となった。トンネル内に煤煙が充満したため上り貨物列車の乗員10名が窒息したが、かろうじて前部本務機の乗務員3名が這い出て昏倒した。
トンネル直前にあった雁ヶ谷信号所で待機していた下り553貨物列車の機関車が救助のために牽引し、トンネル外に押し出したが、下り機関車の乗務員2名も昏倒した。結果、上下の貨物列車の乗務員12名全員が窒息し、上り貨物列車の車掌・荷扱手、機関助士見習の3名が死亡した（一部に5名死亡の記録もある）。
事故原因は、2日前に別の鉄道事故で1日間不通になったことにより滞貨していた貨物を大量に牽引していたため重量が超過していたこと、レールに積雪があり車輪が空転していたこと、風が貨物列車にとって追い風となり、煤煙がまとわりついて拡散しなかったことがあげられている。しかし、最大の原因は柳ヶ瀬トンネルが1884年（明治17年）に開通したトンネルであり、明治時代の小さな蒸気機関車にあわせた規格のトンネル断面（後年の標準規格の71 %のサイズしかなかった）で建設されていたことである。そのため、昭和時代になって大型蒸気機関車が通行するようになると空間に余裕がなくなり、煤煙が充満して当該窒息事故が発生した。
事故対策として、全国の長大トンネルで列車が入ると煤煙にまかれないように遮断幕を下ろす設備が整備されたほか、蒸気機関車の運転室に煤煙が入らないように、集煙装置がつけられるようになった。

### 信越線列車・除雪車正面衝突事故
1929年（昭和4年）2月1日
信越本線直江津駅付近の荒川（関川）鉄橋上で除雪車と青森発大阪行の列車が正面衝突。乗員・乗客4人が死亡、10数名が重軽傷。

### 大鉄電車三重衝突事故

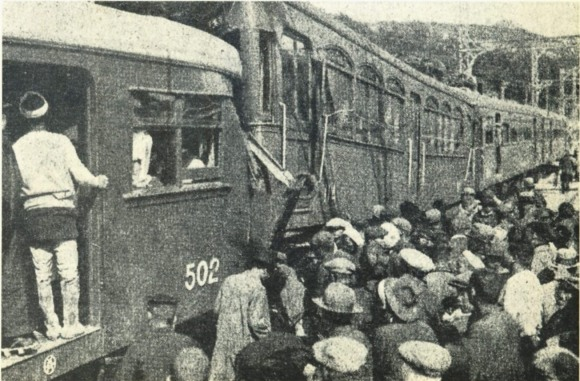
吉野行き2両編成（右端）が後退し久米寺行き単行（中央）に衝突、更に吉野行き4両編成（左端）に玉突き

1929年（昭和4年）4月14日
3月29日に開業したばかりの大阪鉄道（現・近鉄南大阪線）上ノ太子駅 - 二上山駅間（上ノ太子駅東方250m）で、花見客で満員の大阪阿部野橋発吉野行き電車（6両編成、最後尾デニ500形529号）が上り急勾配で故障して停車。2時間修理を試みるも直らず、12時10分、古市駅から派遣された検車係が2両ずつ発車させようと連結器を切り離したところ、最後部の2両が突然後退し始めた。乗務員が乗り合わせていなかったためブレーキ操作はされず、あるいはすぐ飛び乗りエアブレーキ、ハンドブレーキを必死にかけたが効かず、急勾配で加速し、上ノ太子駅に停車中の久米寺行き後続電車（デハ100形114号）に衝突、後方3尺のところに停車していた吉野行き後続電車（4両連結、先頭デニ500形502号）を巻き込み三重衝突となった。
吉野行き電車運転士が死亡、乗客12名が重傷、80名あまりが軽傷を負った。新聞報道にはないが、『大鐵全史』（1952年）によれば乗客も1名死亡している。久米寺行き電車は全鋼車ではなかったため大きく破壊されたが、後退してくる電車を発見して窓から逃げ出し難を逃れた乗客も多かった。一方、後続の吉野行き電車では気づけず前部から多くの重傷者が出た。上ノ太子駅員や車掌・運転士は激怒する乗客たちに圧倒され、現場を捨てて逃げ出したという。
1両の定員が132名にも関わらず400名以上を乗せており、上り急勾配に当時の電鉄界最初の試みという6両連結は無理があったのではないかと問題視された。この日は朝から急勾配で数分または数十分立ち往生する電車が頻発し、10時ごろには二十数両が数珠繋ぎとなり、機関車2両を出動させて片づけたほどであった。
のちの調査で、検車係は許可が出る前に独断で後部車両を切り離したことと、設置したという手歯止めが現場周辺から見つからず、虚偽の証言をしていたことが明らかになった。手歯止めとハンドブレーキをかけず、エアーシリンダーの気圧も確かめずに後部車両を切り離したために後退したとされる。
この事故の2日後の4月16日には嵐山電車（現・京福電気鉄道北野線）御室駅（現・御室仁和寺駅） - 妙心寺駅間でタブレットの扱いの誤りにより正面衝突事故（運転士1名死亡）が発生した。度重なる事故に「平常鉄道省が私設鉄道の監督を怠っている結果」と世間の非難が高まり、鉄道省は両社に検査官を派遣、その後警告をすることにした。
事故に関わった車両のうちデハ100形104・114が衝突大破のため廃車。デニ500形502・529がそれぞれフイ616・618として復旧。

### 山陽本線急行列車脱線転覆事故
1929年（昭和4年）3月16日
山陽本線富海駅 - 戸田駅間の姥石トンネル付近で急行列車が脱線、転覆。乗客ら9人が死傷。

## 1930年代

### 久大線機関車ボイラー破損事故
1930年（昭和5年）4月6日
久大本線（当時の路線名は大湯線）鬼瀬駅 - 小野屋駅間を走行中の豊後森行き下り第5列車を後進牽引（ボイラー側を客車に向けて牽引）していた機関車（8550形8610）のボイラーが破裂。煙室扉が開き、熱水（飽和蒸気または水性ガスの説あり）が機関車直後に連結されていた客車内に吹き込んだ。ボイラーへの給水が不十分であったことに加え、後進牽引で上り勾配に入ったために火室の天井部に水のない部分が生じて一部が空焚き状態となり、温度上昇により火室の天井板が外れて高圧水蒸気が噴出したことが事故の原因であるとされた。機関車直後の客車に乗り込んでいた乗客24名が重度のやけどを負い、即死した者はいなかったものの最終的に22名が死亡した。運転士と機関助士はやけどを負ったものの生存し、刑事裁判で運転士は禁錮2か月、機関助士は禁錮3か月の判決を下されている。この事故を機に、後進牽引を極力抑えるため、終点駅への転車台設置が進められた。

### 山陽線急行列車脱線転落事故

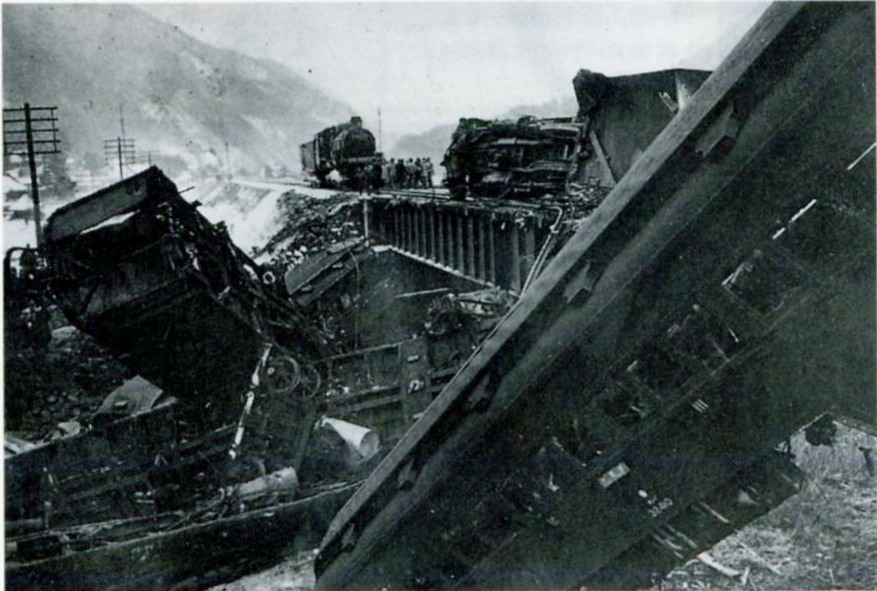
事故現場

1931年（昭和6年）1月12日
3時57分、山陽本線河内駅を通過中の上り急行列車（13両編成）が分岐器で脱線。機関車（C53 24）が横転して後位の客車5両が駅前方の椋梨川鉄橋から川に転落し、7名が死亡、179名が重軽傷を負った。横転して鉄橋を塞いでいた機関車は川に突き落として撤去された。
分岐器通過の際の速度超過が原因とされ、速度制限標の設置が進められた。前年に発生した東海道線石山駅急行列車脱線転覆事故とは駅の前か後かの違いで状況が類似している。
なお、事故の原因については分岐器の設置ミスとの説もある。

### 京都駅東列車衝突事故
1932年（昭和7年）12月19日
8時ごろ、東海道本線京都駅の東側で、濃霧の中信号待ちで第981貨物列車に、神戸行き第17急行列車が追突した。その後、京都発鳥羽行き第440快速参宮列車が脱線した列車に衝突し、二重事故となった。追突された貨物列車の車掌が死亡したほか、乗客の軽傷者1名。

### 東海道線瀬田川鉄橋急行列車脱線転覆事故

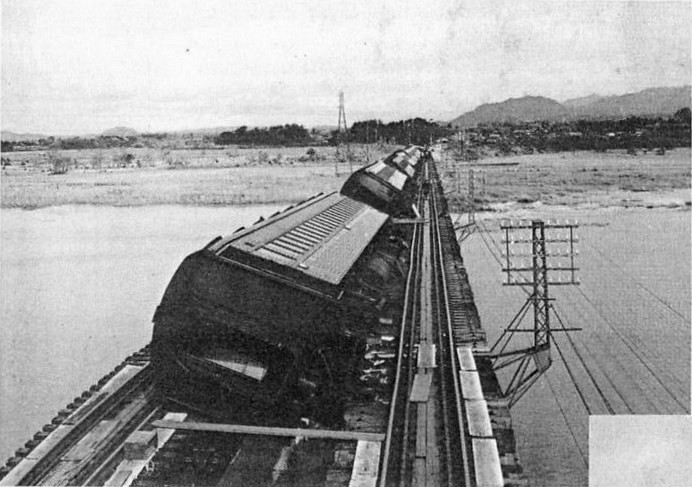
事故現場

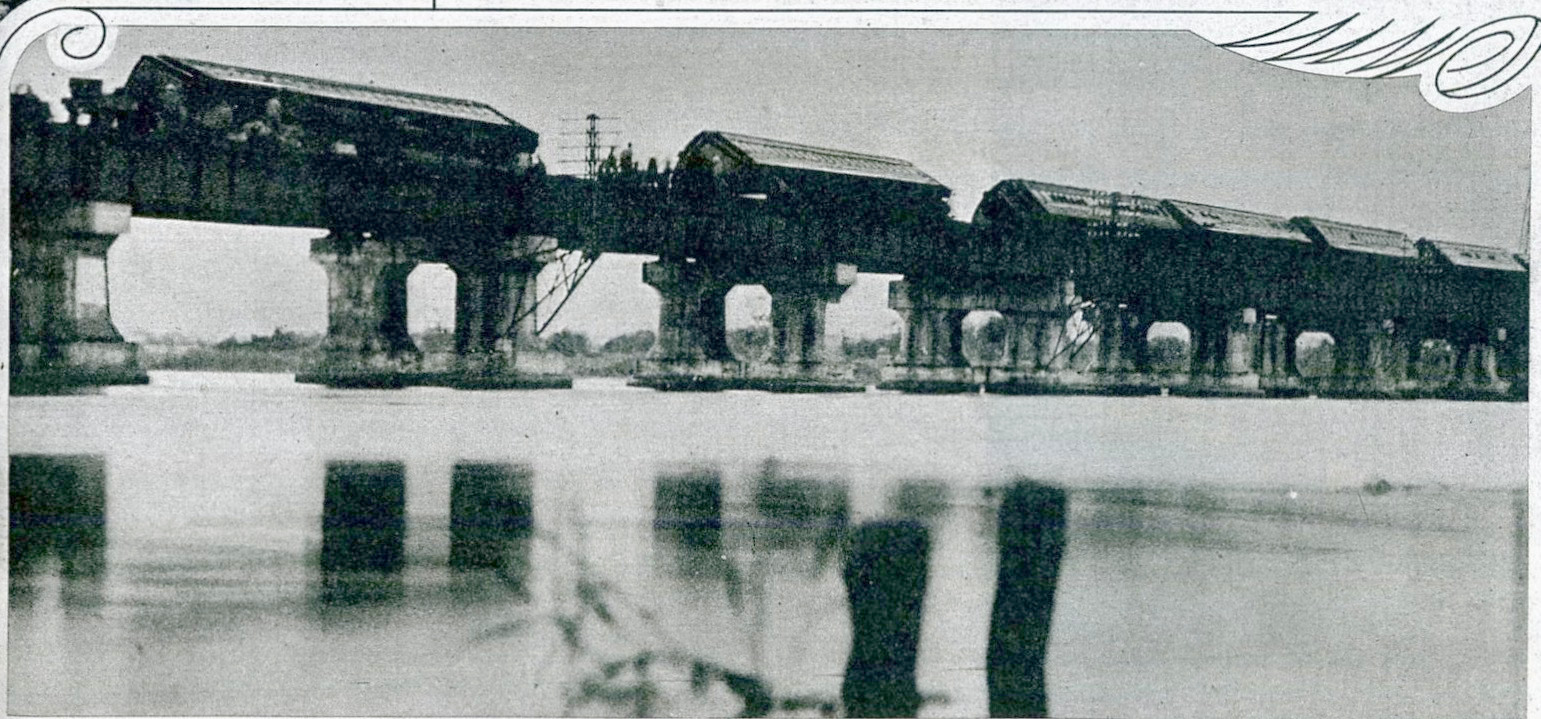
遠景

1934年（昭和9年）9月21日（室戸台風）
東海道本線草津駅 - 石山駅間（現・瀬田駅 - 石山駅間、当時瀬田駅と南草津駅は未開業）の瀬田川橋梁上を徐行運転していた下り急行列車（C53 73＋客車11両）が室戸台風の強風により脱線。3両目以降の9両の客車が橋梁上に転覆し、11名が死亡、202名が負傷した。
橋梁上での強風による客車の脱線という点では明治時代の箒川鉄橋列車転落事故や後年の余部鉄橋列車転落事故と類似しているが、こちらは複線橋梁で、客車がもう片方の線路がある側に倒れて寄りかかったため転落（水没）という最悪の事態は避けられた。事故のかなり前から強風だったにも関わらず運行を継続した乗務員の判断が問題視された が、最終的には不可抗力と結論が出された。
寝台車マイネフ37200が大破し復旧困難であったことから翌年5月廃車となったが、1937年に試験車として改造され復活、1975年まで在籍した。国鉄オハ31系客車を参照。
事故を機に風速計の設置が促進され、防風設備の研究が進められた。
鉄道電話が通じず、鉄道省は5時間もの間死傷者の氏名すら把握できなかった。鉄道省は空中架線に問題があるとして鉄道無電の整備を逓信省に要望した。
久留島武彦（児童文学者）・中井一夫（当時は衆議院議員・神戸又新日報社長、後の神戸市長）が乗車していたが一命を取り留めている。
この事故の直前に東海道本線摂津富田駅付近で旅客列車が脱線転覆、また同線野洲駅 - 守山駅間の野洲川橋梁で貨物列車が転落している。国鉄の強風への対策不足が露呈する結果となった。
| 湾曲したレールに注目 |  | 摂津富田駅付近で脱線転覆した列車 |
| 湾曲したレールに注目 |  | 摂津富田駅付近で脱線転覆した列車 |

なお同日午前には、大阪電気軌道奈良線（現・近鉄奈良線）でも大阪府布施町（現・東大阪市）内で電車（デボ1形5）が脱線転覆した。

### 有田鉄道線ガソリンカー正面衝突事故
1935年（昭和10年）8月18日
有田鉄道線田殿口駅西方で、ガソリンカー同士が正面衝突、双方の車両が大破。沿線の井ノ口大師で行われる祭事に出かける参詣者が多数乗車していたため、重軽傷者50余人を出す惨事となった。原因は増発のための臨時列車を出した際、タブレットの交換を省略した事によるものであった。

### 磐越東線列車脱線転覆事故
1935年（昭和10年）10月27日
磐越東線川前駅 - 小川郷駅間の乗鞍トンネル出口付近で土砂崩壊が発生。そこに通りかかった上り混合列車が土砂に乗り上げて脱線転覆、機関車と客車は斜面を下り夏井川まで転落した。2両目の二・三等合造車と3両目の三等車は粉砕されて乗客は豪雨により増水した川に流され死者11人以上、重軽傷者50人以上。

### 東武鉄道新栃木駅構内正面衝突事故
1936年（昭和11年）9月15日
東武鉄道新栃木駅構内で、日光発浅草雷門行きの電車（二両編成）と浅草雷門発鹿沼行の貨物列車（十一両編成）が正面衝突。機関車が電車を半分ほどまで押し入るように潰したため、運転手・乗客など6人が死亡、5人が重傷を負った。当初、会社側は運転手の信号無視と断定したが、栃木警察署の捜査の結果、新栃木駅側が隣駅を発車した電車の存在を確認せずに、貨物列車を発車させていたことが判明。後日、駅長と信号手が業務上過失致死罪の容疑で送検された。

### 高崎線列車バス衝突事故
1936年（昭和11年）10月20日 17時20分頃
高崎線加茂宮信号場（現：宮原駅）- 大宮駅間の川越街道踏切で、踏切東方より進入した西武鉄道バスと上り臨時貨物第3002列車が衝突。列車側には人的被害はなかったが、バスの乗客1名が死亡、乗客6名と運転手、助手の計8名が重軽傷を負った。
川越街道踏切では大宮駅北部信号所の信号掛からの口頭もしくは電鈴による列車接近通知を受けて踏切遮断機の操作を行うこととなっていた。第3002列車は川越街道踏切を17時27分に通過する予定であったが、始発の吹上駅を4分早発し、道中でも更に早め加茂宮信号場を約6分早通した。加茂宮信号場は17時14分に大宮駅信号掛に第3002列車が定刻より約6分早く通過した旨の通知を行ったが信号掛は川越街道踏切の踏切警手に対し列車接近の合図を為さず、また踏切警手も17時19分通過の総武鉄道線（現：東武野田線）上り列車の通過後遮断機を操作する際接近列車の目視確認を怠ったため、定刻よりも6 - 7分早く接近している第3002列車に気付かないまま漫然と遮断機を上げてしまい、そこへ通り掛かった西武鉄道バスに第3002列車が衝突した形となった。
信号掛及び踏切警手は殺人予備罪に問われ、1936年12月23日に信号掛は170円、踏切警手は150円の罰金の判決が下された。

### 山陽本線特別急行列車追突事故

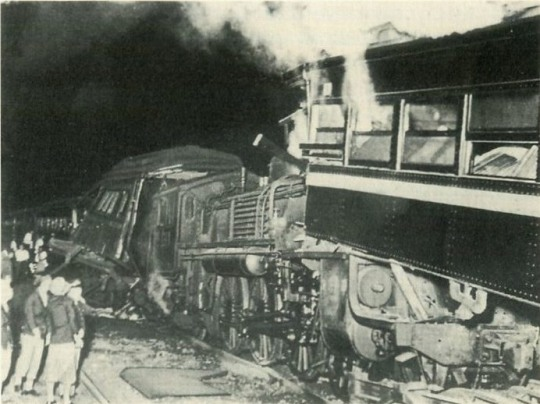
展望車に機関車がめり込んでいる

1937年（昭和12年）7月29日
山陽本線岡山駅構内で4分遅れで発車しようとしていた下り特別急行1列車「富士」号（C53形62号機牽引、客車11両編成）に後続の臨時普通1101列車（C51形77号機牽引、客車8両編成）が追突し、臨時普通列車の機関車が特急富士の一等展望車の展望室内に突っ込み大破、普通列車の先頭木造客車も機関車炭水車に突っ込み大破し双方の列車の乗客6名が死亡（うち3名は救助後死亡）、乗客・乗務員64名が負傷した。原因は岡山駅信号所係員の信号取り扱いのミス。事故後、特急富士側に負傷者はいなかったため、大破した展望車を切り離して運転は続行された。

### 南海電鉄高野線電車脱線転覆事故
1937年（昭和12年）3月17日
南海高野線極楽橋駅を出発した難波行2両編成の電車のブレーキが効かなくなり、下り勾配1/20の区間を暴走。次の紀伊神谷駅駅員が転轍機を操作して故意に電車を脱線、停止させたものの乗客2人が死亡、12人重軽傷の被害を出した。駅員が電車を脱線させなかった場合、電車は谷に転落してさらに多数の被害が出たと推測されている。電車のブレーキは3系統（電気ブレーキ、エアブレーキ、ハンドブレーキ）備わっていたが、いずれも効かない状態であった。

### 東神奈川駅軍用列車歓送客轢死事故
1937年（昭和12年）10月27日（鉄道人身障害事故）
東海道本線東神奈川駅付近で、軍用列車歓送の人波に押し出された国防婦人会の女性ら25名が列車にひかれ死亡。

### 鹿児島線列車火災事故
1937年（昭和12年）12月27日（列車火災事故）
鹿児島本線小倉駅 - 上戸畑信号場（現・九州工大前駅付近）間を走行していた上り12列車（7両編成）の4号車車内で爆発音が聞こえ、火炎が上がったため車掌弁で急停車。火災は火元前後の客車に類焼し9名が死亡、36名が負傷した。乗客が玩具製造のセルロイド管の束を客車に持ち込み、下車の際に網棚から降ろしたとき、自身のくわえタバコの火がセルロイド管に引火したのが原因。この事故で全焼した客車3両（ナハ22985・23049、ナハフ25029）は小倉工場で1940年7月に復旧する際、試験的に鋼体化改造が行われ、オハ31980形・オハフ34180形となった。

### 山陽線列車脱線転覆事故
1938年（昭和13年）6月15日
3時56分頃、山陽本線熊山駅 - 和気駅間を走行していた下関発京都行きの上り110列車（13両編成）が走行中、築堤が崩壊し機関車と前4両が脱線転覆。その直後に走行してきた京都発宇野行きの下り801列車が下り線を塞いでいた110列車の5両目の側面に衝突した。この事故で25名が死亡し、108名が負傷した。
110列車の機関車乗務員2名が殉職したほか、機関車の次位に増結されていた木造車両が粉砕し、多くの死傷者が出た。この増結車両には宮島への修学旅行に行った帰りだった和歌山県橋本高等小学校の生徒一行が乗車しており、多くの生徒が犠牲になった。また引率していた教員3名全員が殉職したが、瀕死の状態でありながら、自分の身よりも生徒たちの安否を尋ねていたという最期の様子が世間の同情を集めたという。
事故原因については、急曲線改良工事のために新たに盛土した築堤が、梅雨による長雨のために伏流水が増大し、C53形蒸気機関車の重量に耐えきれなくなり崩壊したというものだった。そのため設計ミスで水抜きが充分ではなく盛土工事の施工不良が原因とされた。事故原因は天災よりも人為的ミスの割合が高かったとされた。

### 魚梁瀬森林鉄道車両転落事故
1939年（昭和14年）6月4日
高知県にあった魚梁瀬森林鉄道で、山火事消火のために村民ら80名を乗せた列車が、北川村釈迦地区のカーブで機関車と客車の連結器が破断。村人を振り落としながら客車は谷底に転落。14名が死亡した。原因は通常運行の2倍以上とも言われている機関車の過速度運転にあったとされている。

### 日光軌道線転落事故
1939年（昭和14年）10月12日
栃木県日光町の日光軌道線で、古河精銅所前を出発した二両編成の電車が荒沢橋のカーブを曲がり切れずに脱線、約2丈余り(約6.6ｍ)の崖下に落下した。死者17人、重軽傷者97人。原因はスピードの超過で、1919年にも死傷者を出す事故が発生していた現場であった。電車の運転手は事故後、現場から失踪したが翌日までに日光警察署に身柄を確保された。

### 中勢鉄道青谷車両脱線事故
1939年（昭和14年）11月1日
中勢鉄道のガソリンカーが、津市の青谷でカーブを曲がりきれず脱線。当日は興亜奉公日であり車内は女学校の生徒で満員であったため女子生徒2名が死亡、50名が重軽傷。
この事故で運行会社は安全面を問われ、並行路線である参宮急行電鉄（現・近鉄名古屋線）の開通によって衰退していたうえに、さらなるダメージとなり、まもなく廃止に追い込まれた。
運転手は汽車電車転覆罪で起訴されたが、被告人弁護人が刑法125条の「鉄道又ハ其標識ヲ損壊シ又ハ其他ノ方法ヲ以テ汽車又ハ電車ノ往来ノ危険ヲ生セシメタル者ハ二年以上ノ有期懲役ニ処ス（平成7年改正前の文語体による条文。ただし改正された刑法125条の主旨は同じ）」が言うところの「汽車又ハ電車」には、ガソリンカーは含まれないと裁判で主張した。それに対し裁判所は「汽車又ハ電車」という文言自体にとらわれず、立法趣旨に鑑みて本質的にガソリンカーも汽車に含まれると判断し、有罪判決を下した（大審院、昭和15年8月22日判決）。そのため刑法学ではこの事故の裁判は、法律学上罪刑法定主義で禁じられている類推解釈の例外である、論理解釈かつ拡張解釈の一例とされている。

## 1940年代

### 武藏野鉄道線列車正面衝突事故
1940年（昭和15年）1月2日
14時20分頃、武蔵野鉄道武蔵野線（現・西武池袋線）秋津駅 - 所沢駅間で、下り電車と上り貨物電車が見通しの悪い急カーブ地点で正面衝突。相互は60km/hほどで走行しており、衝突の衝撃により貨物電車の機関車（出典ママ）は電車の前部を粉砕、後部車両は激突の反動で200mほど逆行してようやく停止。貨車4両も破壊された。死者11人、重傷者7人、軽傷者62人。乗客の中に所沢警察署の署長が乗車しており、直ちに招集が掛けられ救助活動が行われた。事故原因は貨物電車が単線区間にも関わらず、タブレットを持たずに勝手な判断で出発していたことが明らかにされている。また、後日、検事による尋問で、貨物電車の乗務員3人が飯能駅を出発後、各駅で停車をするごとに正月の祝杯を呷り、所沢に着く頃には相当酔っていたことも判明した。その後、武蔵野鉄道は所沢駅の駅員がタブレットを渡すことを忘れていたことも事故の原因の一つであり、責任は両社で折半して負担すべきであるとして所沢駅を管理していた旧西武鉄道（現・西武新宿線）に損害賠償訴訟を行った。こうした流れからライバルである旧西武鉄道の所沢駅職員が意図的に信号を操作し、武蔵野鉄道の運行を妨害したのではという憶測が流れたと言う。所沢駅では以前から乗客の取り合いで両社の駅員が殴り合いのけんかをしたこともあったほどで、この事故と訴訟を契機に堤康次郎による武蔵野鉄道と旧西武鉄道の合併（現・西武鉄道）への流れとなった。

### 西成線列車脱線火災事故

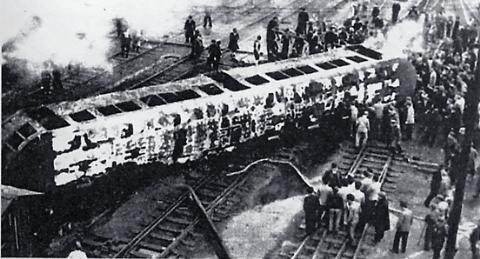
消火活動中の事故現場

1940年（昭和15年）1月29日 6時56分（列車火災事故）
西成線（現・JRゆめ咲線（桜島線））安治川口駅構内で、駅員の誤操作により列車通過中にポイントが転換したため、通勤客で満員のガソリン動車（ガソリンカー）3両編成のうち最後尾の1両（キハ42000形42056号車）が2対のレールにまたがったまま走行し、踏切付近の構築物に衝突して脱線・転覆。燃料のガソリンへの引火により火災が発生し、満員のまま横転した車両で189名が死亡・69名が負傷した。

### 米坂線雪崩直撃事故
1940年（昭和15年）3月5日 8時45分
米坂線玉川口駅（小国駅 - 越後金丸駅間、1995年に廃止）の小国駅側にある荒川橋梁が雪崩の直撃を受けて崩壊した。その直後に米沢発坂町行きの下り103混合列車（蒸気機関車48639（8620形）牽引・客車3両・貨車2両）がさしかかり、最後尾の客車1両以外は崩壊した橋梁から下を流れる荒川に転落した。乗客・職員（鉄道郵便職員も含む）11名が死亡、負傷者30名（慰霊碑の記録）を出した。雪崩対策が不充分であった可能性が指摘されている。

### 東海道線塚本駅列車衝突事故
1940年（昭和15年）3月26日
東海道本線塚本駅構内で、北方貨物線経由で進行してきたD50形269号蒸気機関車牽引下り貨物283列車が、下り本線への合流地点で信号機を誤認して安全側線へ進入したために脱線転覆した。当該事故で脱線した車両が下り線の内線・外線をふさぎ支障を来したところに、大阪発姫路行き下り・711列車（C51形259号機牽引・客車6両編成）が衝突。さらに、その現場に京都発神戸行き下り・3201電車（クモハ43028、クロハ59022）と相次いで衝突する三重衝突事故となり、3人が死亡した。
夜が更けた時間帯で発生した事故であったため、衝突した列車の乗客が少なく、犠牲者が少なかった。奇しくもこの事故から21年後に発生した三河島事故とほぼ類似パターンの事故であった。衝突の原因は最初に脱線した貨物列車乗務員の信号誤認と見られている。
被災した電車は国鉄63系電車の先行改造車として、1943年に原型の2扉クロスシートから4扉ロングシートに改造されて復旧している。

### 東京市電春日町交差点衝突事故
1940年（昭和15年）7月11日 9時28分
下谷御徒町でブレーキ故障を起こし、大塚車庫へ引き返す途中だった回送車(木造ボギー車)が東京市小石川区春日町(現在の文京区本郷)交差点手前の下富坂を走行中にブレーキが効かなくなり、暴走状態に陥る。
車両は同交差点を上富坂町から水道橋方面へ向けて走行中の大塚駅発東京駅行きの電車(中型半鋼製電車)の側面中央部に衝突し、東京駅行き電車は後部台車が外れた状態で交差点内で横転。回送車は衝突の衝撃で前部運転台が跡形も無く大破し脱線。10mあまり横滑りして停止した。
東京駅行き電車の乗客23名が重軽傷を負い、投げ出された回送車の46歳の運転手は間もなく死亡した。

### 山陽線網干駅列車衝突事故
1941年（昭和16年）9月16日 18時8分
山陽本線網干駅構内で、下関発東京行き上り急行8列車（C53形77号機牽引、客車11両編成）が駅場内信号機の停止信号を冒進して駅構内に進入し、停車中の下関発京都行き普通116列車（C57形128号機牽引、客車9両編成）に追突。双方の列車各3両が大破、85名が死亡、71名が負傷した。
急行列車の機関車は快速列車の後部から荷物車を粉砕、次の二等客車（スロ30755）の上にのしかかり、のしかかられた二等客車はさらに前の三等客車の車体を左右に広げるように押し入った。このため三両合わせて約60mの長さの客車長が、わずか27-28mほどになった。また、急行の機関車は3両の荷物車、客車を押しつぶした勢いで脱線、ホームに飛び上がり、さらに前方の客車も壊したため負傷者を増やした。
当時は橙信号など中間現示には速度制限がなかったので、橙信号下で減速せず走行したことから次閉塞区間の停止信号で停車できずに事故を招いたとされた。
この事故を機に中間現示制限が試行され、それがダイヤ維持に悪影響のないことも分かり、橙信号下では30km/h制限などの変遷を経て45km/h以下（改良線55km/h以下）に落とす規定となった。
また、塚本駅事故とも合わせて、東海道・山陽・鹿児島線に連続コード速度照査式ATS設置工事を開始したが、受信機が運用直前に爆撃を受けて使えなくなり頓挫、戦後は連合国軍に工事再開を拒否されそのままとなった。

### 豊肥線列車脱線転落事故
1941年（昭和16年）10月1日
10時43分、大分発熊本行きの510列車（8620形蒸気機関車牽引4両編成）が豊肥本線竹中駅 - 中判田駅を走行中、立小野川にかかる河原内鉄橋で機関車と客車4両すべてが脱線。客車の1-3両目が立小野川に転落した。玉来駅付近の崖崩れ復旧工事応援のために乗車していた大分保線区の工手、大分県立三重農学校、同県立三重女学校の生徒など200人が川に投げ出されて44名が死亡、72名が負傷した。脱線の原因は大雨のため、鉄橋北側の堤防の一角がえぐられており、地盤が緩んでいたものと見られた。なお、のちに大分鉄道管理局局長になった人物も、この列車に乗り合わせ軽傷を負った。

### 東北本線川口駅列車追突事故
1942年（昭和17年）2月28日。
川口駅に停車していた長野行きの旅客列車に大宮行きの省電（現在の京浜東北線）が追突。旅客列車の後部の荷物郵便合造車と三等車が大破して6人が死亡、11人が重軽傷。旅客列車側は木造車であったためダメージが大きかったが、省電側は車体が車両から浮上がった程度で一人の死傷者も出なかった。事故当時の現場は濃霧で視界が悪かった。

### 常磐線土浦駅列車衝突事故

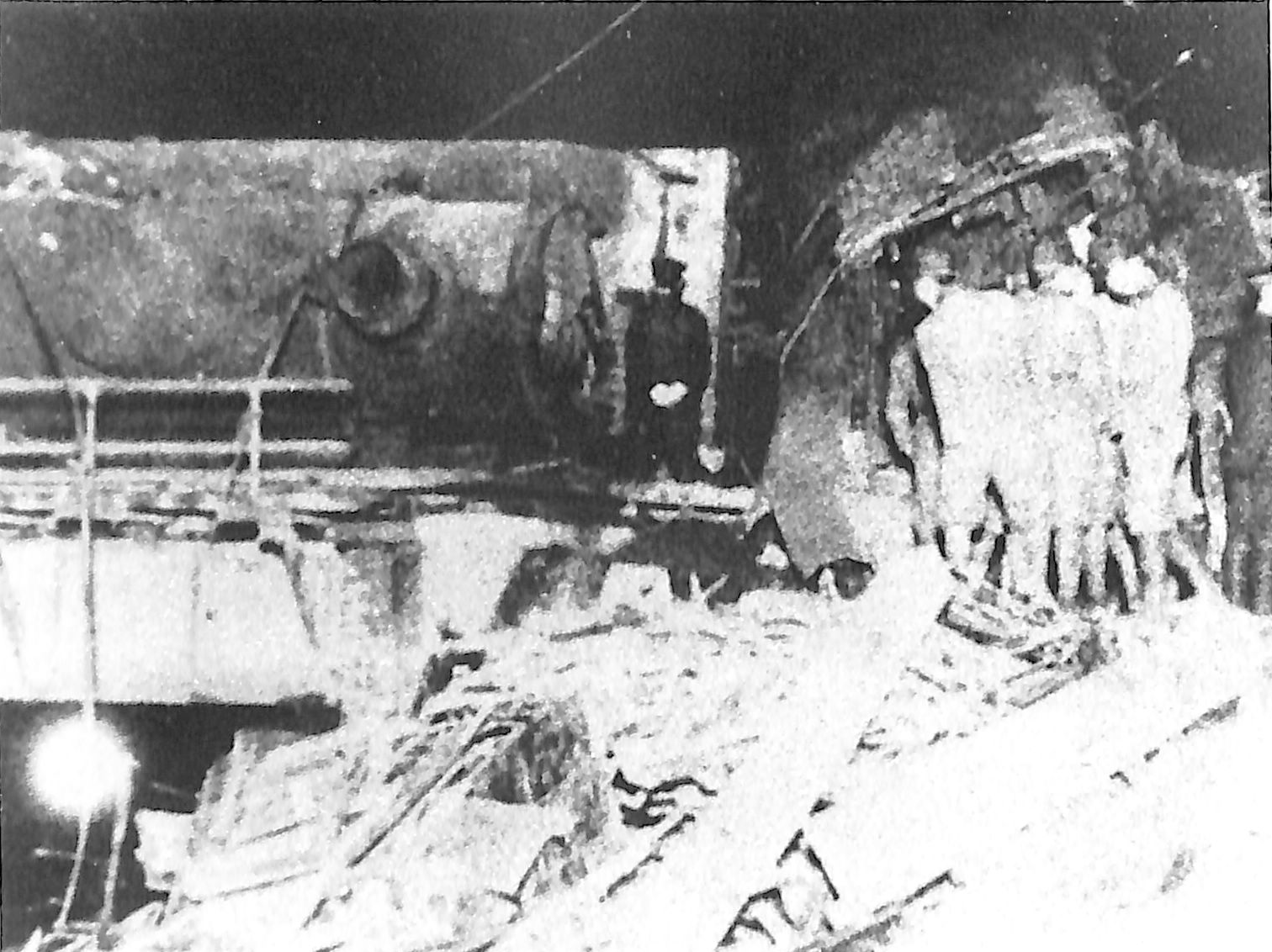
事故直後の現場の様子

1943年（昭和18年）10月26日
常磐線土浦駅構内で、入換中の貨車が上り本線に進入し、同駅を通過した上り貨物列車と衝突。貨物列車は脱線して下り本線を支障し、下り普通列車と衝突した。普通列車の客車4両が脱線転覆、そのうち1両が桜川へ水没し、最終的に110名が死亡、107名が負傷した。
なお、歌手の坂本九が幼少時代、母親と疎開のためにこの事故の巻き添えになった客第241列車に乗車して笠間に向かっていた。同事故で川に転落して多数の犠牲者を出した車両に当初は乗り合わせていたが、事故発生直前に別の車両に移っていたために難を逃れている（後に日本航空123便墜落事故に遭遇して命を落としている）。

### 山田線列車転落事故
1944年（昭和19年）3月12日
8時7分ごろ、山田線の平津戸 - 川内間を走行していた盛岡発・釜石行下り貨物465列車（宮古機関区所属C58形283号蒸気機関車牽引、現車13両、換算14.8両、重量148トン）が、雪崩で崩壊した鉄橋に突っ込み谷底へ転落、機関士が死亡し機関助士が負傷した。
当該列車は大雪の影響により、平津戸駅に定刻より2時間遅れの3月12日0時20分に到着した。先行する宮古行下り旅客15列車が豪雪により川内駅で立ち往生したため足止めとなり、7時56分に平津戸駅を発車したが、第二小滝トンネルを出た直後に小雪崩が機関車を直撃し、運転台前面窓を突き抜けて、雪が運転台になだれ込み、乗務員が身動きを取りにくい状況と吹雪で視界を奪われた状態で崩落した鉄橋に突っ込んだと思われる。
機関士が瀕死の重傷を負いながらも事故拡大防止のため、機関助士に緊急連絡を指示し息絶えた美談について、東映が大川博社長の企画で三國連太郎の主演により『大いなる旅路』（1960年）という題名で映画化され世に広く知られることとなった。また、現場付近には慰霊碑が建てられている。
当時の山田線は、戦争による海上輸送が困難となった釜石製鉄所への軍需物資である鉄鉱石・石炭および鉄鋼輸送のため、昼夜関係なく24時間体制で重量物を運ぶ貨物列車がダイヤの限界まで設定されていたが、当日の荒天による大雪のため、山田線の各列車に大幅な遅れが生じていた。
C58形283号蒸気機関車は、事故後しばらく経ってから現場から引き上げ、修理後に運用復帰し、1970年（昭和45年）2月に山田線の無煙化により、蒸気機関車お別れ列車を牽引している。

### 明石駅構内列車脱線転覆事故
1944年（昭和19年）6月22日
8時26分ごろ、山陽本線明石駅構内に進入しようとしていた上り急行2列車（蒸気機関車C59形60号機牽引、客車14両編成）が脱線。牽引機関車および次位の客車5両が転覆大破し死者32名、負傷36名の惨事となった。原因は何者かによる軌道上への置石。

### 山中渓駅構内電車衝突事故
1944年（昭和19年）6月27日
阪和線山中渓駅 - 紀伊駅の上り勾配で下り5125電車（2両編成）が減速して自然に停止。運転士が原因を調べている最中に逆走し始め、空気ブレーキが使用不能のため手ブレーキで減速に努めたものの、山中渓駅に停車していた後続の5517電車（2両編成）に衝突した。4名が死亡、128名が負傷した。
原因は先行電車運転士が床下の空気管のコックの取り扱いを誤ったことで空気ブレーキが使用不能になったこと、また転動防止処置が不十分で逆走したことである。

### 高野山電気鉄道電車脱線転覆事故
1944年（昭和19年）9月3日
高野山電気鉄道（現・南海電鉄高野線）紀伊細川駅 - 上古沢駅の登り勾配を走行していた下り極楽橋行き電車（2両編成）が、床下より出火し急停車した。点検していたところ停止ブレーキのかけ方に不備があったため、50‰の急勾配を電車は逆走し曲線区間で脱線転覆した。71名が死亡、138名が負傷した。
なお、事故の引き金になった出火原因であるが、戦中戦後の戦時強制合併とその解消など鉄道会社の変遷の激しかった時期ということもあり、記録が残っておらず不明である。

### 山陽線列車追突事故
1944年（昭和19年）11月19日
山陽本線上郡駅 - 三石駅を走行していた下り233旅客列車（C57形45号機牽引、客車11両編成）が閉塞信号の停止現示で停止していたところ、1時56分に後続の下り345貨物列車（D52形蒸気機関車牽引）が追突し、追突した機関車と貨車56両中4両と、旅客列車11両中5両が脱線し大破した。38名が死亡、59名が負傷した。
事故は、後続の貨物列車の乗務員が居眠りし、信号冒進したためだった。なお後続列車の乗務員は生存していたが、自責の念からのちに蒸気機関車の火室で焼身自殺した。

### 沖縄県営鉄道輸送弾薬爆発事故
1944年（昭和19年）12月11日
沖縄県営鉄道糸満線で兵員と弾薬を輸送していた列車が爆発事故を起こし、乗務員や兵士、同乗していた旅客など約220人が犠牲となった。

### 高山線列車脱線転落事故
1945年（昭和20年）1月10日
高山線焼石駅 - 下呂駅間（当時、福来信号場は未設置）にある益田川第三鉄橋に9時半頃差し掛かった下り303列車（C58牽引 6両編成）が突如、2、3両目が脱線し益田川へ転落した。2両目は回転しながら転落、石礫に激突、車輪を上に仰向けとなり大破し、3両目は前部は河原に転落し激突したが後部は国道41号線の法面にななめにもたれかかるようにして大破した。4両目は脱線したものの転落を免れ鉄橋上で停止、5、6両目は早くに連結器が外れたのか、鉄橋手前で停止した。（牽引機関車、1両目については明記なし）死者45名、負傷者57名（情報によっては前後する）
乗客には、当時の中原村村長、農業会組合長兼助役、農業会副組合長、農業会専務理事など公務に関わる人物が多く、それぞれの会席に出席するための出張中であったという。転落した車両には18名公務関係が乗っていたがそのうち11人が犠牲となった。
事故原因は当時の名古屋鉄道管理局によって調査され、『落石』と発表されたが後日訂正し、『調査中』とされ不明になった。乗客の証言によれば、落石に乗り上げ脱線し、事故後線路の上にバレーボール程度の大きさの石が2つに割れていたというが、その石は国鉄関係者が持ち去ってしまったという。

### 飯田線電車脱線転覆事故
1945年（昭和20年）2月17日
飯田線三河槙原駅 - 三河川合駅間（当時、柿平駅は一時廃止中）を走行中の201電車（三信デ306+伊那電気サハユニフ100）が山腹から突然落下してきた巨大な岩石の直撃を受け、2両編成の電車は脱線転覆し三輪川に転落した。直撃を受けた車両が木造車であったため大破し、死者20名、負傷者23名という惨事になったが、戦時中であったためほとんど報道されなかった。

### 北条線列車脱線転覆事故
1945年（昭和20年）3月31日
北条線（現・北条鉄道）網引駅 - 法華口駅間（田原駅は未開業）で、鶉野飛行場を離陸した日本海軍の戦闘機「紫電改」がエンジンストールのため水田に不時着したものの乗員は死亡した。事故機の紫電改は川西航空機姫路製作所鶉野工場で完成後、実戦部隊への引き渡し前の試験飛行中であった。エンジンが停止した原因は不明であるが、単純なエンジン故障の可能性や、または事故直前に着陸復行を実施したことで飛行時間が想定以上に長引いて燃料切れになった可能性などが指摘されている。

この不時着の際に、紫電改の尾輪がレールを引っかけて線路を破壊してしまった。この直後に来た上り旅客列車（C12 189号機牽引）が破損した箇所に進入して脱線転覆した。「紫電改」搭乗員と、乗客のうち11人が死亡し104人が負傷。航空事故が鉄道事故を誘発した珍しい事例である。

目撃者によると、駆けつけた兵隊たちは乗客を救護するよりも先に戦闘機に田んぼのワラを被せて隠蔽を図ったという。軍の機密として戦闘機不時着は公表されず、地元紙の神戸新聞ですら、脱線転覆事故が発生したということと、死傷者数、死者氏名を掲載したのみだった。
2011年（平成23年）になって、事故機関車の動輪が交通科学博物館で保存展示されていることが判明した。

### 富山地方鉄道線列車正面衝突事故
1945年（昭和20年）5月17日
富山地方鉄道本線越中三郷駅 - 東新庄駅間で、下り電車と上り電車が正面衝突し、乗客ら45人が死亡・重傷者85人・軽傷者115人を出した。原因は三郷駅 - 東新庄駅間の信号が故障しており、下り電車が東新庄駅を発車しているにも関わらず、三郷駅の駅員が失念し、上り電車に発車の指示を与えてしまったためといわれている。加えて当日は小雨が降り濃霧がたち込め、現場は見通しの悪い防風林に囲まれた曲線の勾配部分という悪条件が重なり、大惨事となった。

### D52形蒸気機関車連続ボイラー爆発事故
1945年（昭和20年）
国鉄D52形蒸気機関車が戦時中設計だった故、ボイラーの不具合や欠陥が原因の爆発事故が1945年だけで3件発生した。

### 肥薩線列車退行事故
1945年（昭和20年）8月22日
肥薩線吉松駅 - 真幸駅間の山神第二トンネル内で、蒸気機関車（D51形重連）牽引の上り人吉方面行き806列車（客車6両、貨車6両）が、粗悪石炭使用のため出力が不足して勾配を登りきれずに停止。トンネル内に充満した煙に耐えられなくなった復員者などが列車から降りて出口へ向かって歩いていたところへ列車が逆走し始め、多くの乗客が轢死した。死者53名。
終戦直後の混乱期における、劣悪な輸送状況を象徴する一つの例として挙げられることがある。

### 八高線列車正面衝突事故

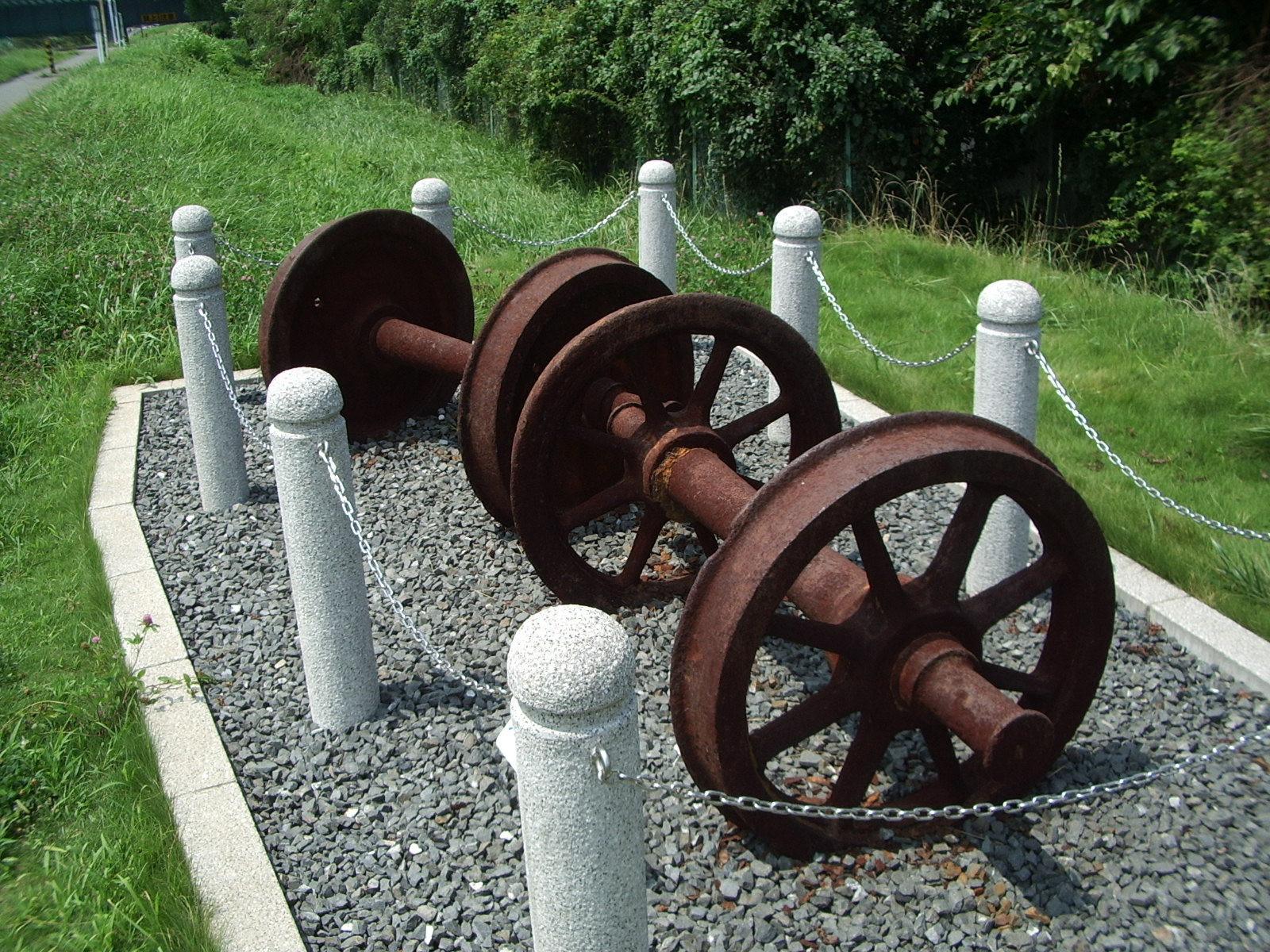
くじら運動公園に置かれた八高線衝突事故車両の車輪

1945年（昭和20年）8月24日
八高線小宮駅～拝島駅間の多摩川橋梁上で「買い出し列車」状態の満員列車同士が正面衝突。少なくとも105名が死亡したといわれる。

### 中央線笹子駅構内脱線転覆事故
1945年（昭和20年）9月6日
中央線笹子駅構内で、スイッチバックのため折り返し線に3時41分に到着した下り403列車（ED16形4号機牽引）が車止めを突破し、機関車と客車9両のうち3両が大破転覆した。死者60名、負傷者91名。
原因は機関車乗務員の居眠り運転とされている。
藤居寛（元帝国ホテル社長）の両親が事故に巻き込まれ死亡した。

### 神戸有馬電気鉄道電車脱線転覆事故
1945年（昭和20年）11月18日
神戸有馬電気鉄道（現・神戸電鉄）有馬線鷹取道駅（現・丸山駅） - 長田駅間を走行中の神戸行き上り電車（2両編成）が33‰の下り勾配でブレーキ制御が不能になり、長田付近の曲線で脱線転覆した。死者48名、負傷者180名。
事故原因として電車運転士の制御ミスとされているが、終戦直後のため電車の整備状態も悪かったことも背景にあるとされる。

### 東海道本線山科駅列車衝突事故
1945年（昭和20年）11月19日
0時23分、東海道本線山科駅構内で列車が衝突した。死者7名、重傷者10名、軽傷者30余人。

### 津山線列車脱線事故
1945年（昭和20年）11月27日
津山線建部駅 - 金川駅間を走行中の上り第611客車列車で、2両目の車軸が破損、脱線した。死者4名、重傷者9名、軽傷者100余名。

### 近畿日本鉄道高野線列車脱線事故
1945年（昭和20年）12月6日
近畿日本鉄道高野線（現南海電気鉄道）汐見橋発橋本行き列車が紀見峠駅の安全側線に突っ込み脱線。死者28名、重軽傷者80名。

### 山陰本線列車脱線事故
1945年（昭和20年）12月30日
8時20分ごろ、山陰本線石原駅 - 綾部駅で、城崎発京都行き802列車の炭水車と客車5両が脱線した。重軽傷者20数名。

### 富士山麓電鉄正面衝突事故
1946年（昭和21年）1月13日
富士山麓電鉄（現・富士山麓電気鉄道富士急行線）の山梨県北都留郡大月町（現・大月市）にあるトンネル入口で17時過ぎごろに乗客200名を乗せた大月発吉田行き電車（3両）が、田野倉発の電車（2両）と正面衝突。双方とも先頭車両が大破して死亡26名、負傷者多数。

### 東武日光線衝突事故
1946年（昭和21年）1月21日
栃木県上都賀郡落合村（現・日光市）にある東武日光線の下小代駅のポイント部分を7時30分、東武日光発の浅草行の電車が差しかかったところブレーキ故障で減速できず、そのまま高速でポイントに乗り上げて脱線転覆。乗客7名が死亡。東武日光線は現在全線複線だが、戦争に伴う鉄供出のため、事故当時は一部単線だった。

### 東急小田原線列車脱線転覆事故
1946年（昭和21年）1月28日
当時東京急行電鉄の路線だった小田原線大根駅（おおねえき、現・東海大学前駅）から渋沢駅までの区間は、上り勾配が延々と続いており、事故の発端はここで発生した。
事故を起こしたのは、東京急行（現・小田急電鉄）新宿駅を7時50分に発車した小田原行き2両編成の電車（第294列車）で、この電車が停電のため15分遅れで大秦野駅（現・秦野駅）を発車したところ、駅から約500mの地点で再び停電し、運転士は制動機をかけて停車したが、まもなく送電。その際、制動機故障により電車がひとりでに逆行し始めたため、運転士と車掌が下車して車体点検を行ったが、電車は徐々に速度を増し、運転士と車掌は取り残されてしまった。逆行した電車の速度は約90km/hにも達し、鶴巻駅（現・鶴巻温泉駅）の急カーブで小田原側の車両が脱線し、転覆した。死者30人、重軽傷者165人。

### 京都市電脱線事故
1946年（昭和21年）2月8日
22時20分ごろ、京都市電堀川線の北野発京都駅行き電車が、床下から発煙してブレーキが効かない状態で脱線し、堀川に転落した。死者18名（うち進駐軍兵2名）、重軽傷者32名（うち進駐軍兵3名）。

### 留萌本線脱線転覆事故
1946年（昭和21年）3月14日
19時過ぎ、悪天候のため延発した留萌本線留萌発増毛行き列車が礼受～舎熊間（当時阿分駅、信砂駅ともに未開業、また当該区間は2016年に廃止）で雪の吹き溜まりに乗り上げ脱線、列車はすぐ再出発したものの鉄橋から川に転落していた最後尾客車の発見が遅れ、死者17名、負傷者67名。現場には慰霊碑が残る。

### 国府津駅構内列車追突事故
1946年（昭和21年）5月8日
2時ごろ、東海道本線国府津駅に24分遅れで到着し、20分延発予定で停車中の1761貨物列車（EF10 5牽引、現車61両）に、 後続の臨時旅客3801列車（EF57 12牽引、現車9両）が、機関士および機関助士の居眠りが原因で場内信号の停止を見落とし激突（追突）した。
牽引のEF57形12号機は1761列車の後部貨車に乗り上げ、ついで左側に脱線転覆した。貨物列車の貨車は後部2両と、16両目を粉砕しほか7両が脱線した。この事故で貨物列車の後部車掌が即死し、3801列車の機関士と乗客6名が負傷した。
この事故で大破したEF57 12は修復されず1948年に除籍、事故廃車となった。
この事故の後、連合軍総司令部から特別指示（1.自動閉塞区間での緩急車の連結および車掌の乗務の省略の禁止、2.信号注視は機関士のみならず機関助士にも義務づけ、信号確認時には機関士、機関助士は信号の現示状態を喚呼応答すること、3.列車防護をブレーキ距離によって3種類に区別、4.列車監視は乗務員のみならず駅職員も行うこと）が出ている。

### 東海道本線二宮駅列車衝突事故
1946年（昭和21年）6月18日
23時53分、東海道本線二宮駅で名古屋行きの旅客列車と後続の久里浜発広島行き復員列車が衝突した。死者7名、重傷者21名、軽傷者16名。

### 中央線乗客転落事故
1946年（昭和21年）6月4日
中央本線大久保駅 - 東中野駅間で、東京行き上り800B電車（6両編成）の4両目の中央扉が満員の乗客の圧力により外れたため、乗客3名が車外に投げ出され神田川に転落して死亡した。
応急対策として扉に外れ止めが取りつけられ、恒久策としては鋼製扉への取り替えが進められた。しかし皮肉にも、外れない鋼製扉が桜木町事故での被害増大を招くこととなる。

### 東海道本線山科駅構内列車脱線転覆事故
1946年（昭和21年）6月12日
1946年6月12日13時52分ごろ、東海道本線山科駅構内で蒸気機関車牽引138列車（C59 59牽引、現車10輌換算45.5輌）が京都駅16分延発・山科駅20分延着予定で進入の際、構内第20号転轍機付近にトロリー列車の車輪が置かれていたため、これに接触し牽引機関車が脱線転覆したほか、次位に連結されていた客車2両も脱線する事故となった。死者2名、負傷4名。
トロリー列車車輪が放置されていた理由は不明であるが、何者かによる妨害によるものと見られている。

### 京阪本線列車追突事故
1946年（昭和22年）6月29日
京阪神急行電鉄（現京阪電気鉄道）京阪本線の天満橋発守口行き列車が故障のため関目駅付近に停車中、後続の天満橋発京都行き列車が追突した。重傷者4名、軽傷者26名。

### 東海道本線列車衝突事故
1946年（昭和21年）7月26日
5時45分、東海道本線能登川駅 - 安土駅に停車中の東京発門司行き急行第5列車に新鶴見発吹田行き179貨物列車が追突した。旅客15名が死亡、50余名が重軽傷を負った。

### 尾道鉄道電車脱線転覆事故
1946年（昭和21年）8月13日
尾道鉄道（1964年に全線廃止）の尾道駅発市行電車（尾道鉄道デキ1）が、途中駅である石畦（いしぐろ）駅を13時ごろに発車し尾道鉄道第五トンネルの登り急勾配にさしかかった際に、突如集電ポールが外れ停止、やがて猛烈な速度で退行し始め1kmほど逆走し急カーブで脱線、山腹に衝突し大破した。「カーブに差しかかり電車の屋根が電柱に衝突、屋根と車体が真っ二つになったうえ、車両は川下へ転落」という証言もある。車両長約10mの単行車両に約150名の乗客という超満員状態だったこともあり、死者37名および負傷者100名以上 を出すという惨事となった。
当時の新聞発表によると、事故原因は運転士の経験が浅く適切な対処ができなかったこと、およびブレーキの不具合を原因に挙げている。この事故を受け、尾道鉄道は車両の集電装置をトロリーポールからビューゲルを経てパンタグラフへと変更した。

### 篠ノ井線冠着トンネル窒息事故
1946年（昭和21年）9月6日
14時49分、篠ノ井線長野発名古屋行き822列車が冠着トンネル内で空転して立ち往生し、旅客5名、乗務員3名が昏倒した。

### 山陽本線乗客転落事故
1946年（昭和21年）9月21日
7時5分、山陽本線加古川駅 - 土山駅間で、下り大阪発上郡行き321列車と上り姫路発大阪行き936列車がすれ違った際、下り列車のドアが外れて上り列車のデッキにぶら下がっていた乗客がはね飛ばされた。死者2名、重傷者3名、軽傷者2名。

### 富山地方鉄道上滝線電車三重衝突事故
1946年（昭和21年）9月29日
富山地方鉄道岩峅寺駅で、富山行きの電車が後部車両の解結を行い出発。解結された電車は、いったん別編成に連結したものの、連結が外れ駅構内の下り勾配に沿って上滝線を暴走。暴走車両は、老朽化した代用車でありブレーキが効かなかった。上滝公園下駅員らの機転により、上滝駅 - 上滝公園下駅（現・大川寺駅）で、先行する富山行き電車を徐行させ暴走する車両を受け止めて停止させることに成功させたが、その直後、岩峅寺駅から暴走車両を追いかけてきた電車が編成に衝突。結果的に三重衝突事故となった。死者1名、重傷者6名、軽傷者68名。
事故原因は、連結の不備、車両の老朽化、救援側電車の暴走などとしている。

### 東海道本線乗客転落事故
1946年（昭和21年）10月7日
7時50分、東海道本線草津駅 - 守山駅で下関発品川行き8032列車と米原発京都行き929列車がすれ違った際、超満員のためそれぞれの列車のデッキにぶら下がっていた乗客同士が衝突し転落した。死者5名、重傷者2名。

### 上越線下牧信号場列車衝突脱線事故
1946年 (昭和21年) 11月3日
1946年（昭和21年）11月3日 13:21頃、上越線下牧信号場にて、優等列車（現車10輌）が進入した際に、本来なら通過定位であるが、当日は駐留軍専用列車との行き違いのため臨時停車すべき所を失念し停止信号を冒進。安全側線に突入し牽引機および客車2両が脱線の上築堤から転落する事故発生。後方の客車2両も脱線傾斜、死者7人（キャブ添乗中の駐留軍兵士2含む）・負傷33人。当時はキャブに駐留軍兵士が無理やり乗り込み列車を運転する事件が再三にわたり発生していた。

### 山陽本線船坂山トンネル窒息事故
1946年 (昭和21年) 11月9日
20時16分、山陽本線門司発東京行き急行8列車が、兵庫県と岡山県の県境に位置する船坂山トンネル内で炭質不良により約1時間立ち往生し、機関士4名と乗客60名が昏倒した。

### 信越本線列車脱線転覆事故
1946年（昭和21年）12月19日
4時頃、信越本線田口駅(現:妙高高原駅) - 関山駅間の白田切川が増水して道床が流出。そこに上野発金沢行きの夜行列車（機関車2両、客車4両編成）がさしかかり脱線転覆。機関士など乗員4人を含む13人が死亡、80人が重軽傷。

### 四条駅列車追突事故
1947年（昭和22年）1月3日
18時8分、奈良電鉄の京阪神急行電鉄三条発西大寺行きの列車が、乗り入れ先の四条駅で三条発大阪行きの列車に追突した。重傷3名、軽傷20余名。

### 京阪神急行宝塚線列車追突事故
1947年（昭和22年）1月30日 18時50分
京阪神急行電鉄（現阪急電鉄）宝塚線の三国駅で、梅田発池田行き列車が停車しているところに後続の梅田発宝塚行き列車が衝突した。重軽傷者約100名。

### 阪和線少年圧死事故
1947年（昭和22年）2月4日 8時頃
阪和線東和歌山（現和歌山）発天王寺行き列車内で、乗客の13～14歳の少年が超満員のため押しつぶされて死亡した。

### 八高線列車脱線転覆事故

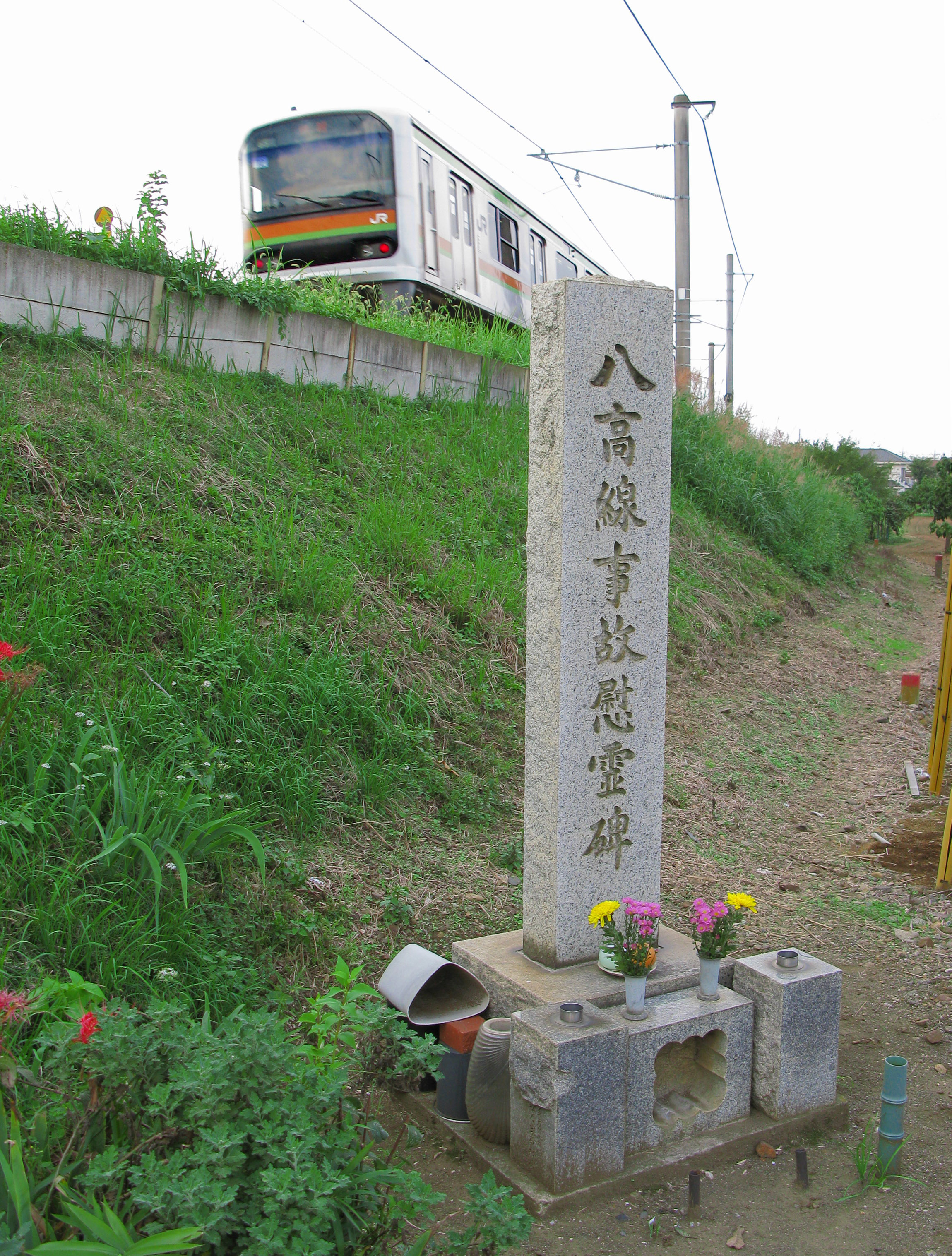
八高線事故慰霊碑（2010年撮影）

1947年（昭和22年）2月25日 7時50分
八高線東飯能駅 - 高麗川駅間の20‰下り勾配で、超満員（屋根の上に乗客を乗せざるを得ないという異常ともいえる運転状態が常態化していた）の乗客を乗せた八王子発高崎行き（C57形79号機牽引、客車5両編成）の下り普通3列車が、過速度により半径250mの曲線を曲がりきれずに後部4両が脱線し、築堤上から5.6m下の畑に転落。客車の木造車体が全壊し、184名が死亡し495名が負傷するという大事故となった。
死傷者の大部分は食料買出し目的の乗客だった。列車は超満員の乗客によって加重されたことにより、下り勾配で十分なブレーキが効かず、車両は事故の直前、左右に激しく揺れていた。
184名という死者は1940年（昭和15年）1月に発生した西成線列車脱線火災事故に次ぐものであり、負傷者と合わせた被害者数では当時最悪の鉄道事故だった。
この事故で、事故車両が木造客車だったために被害が拡大したことからその脆弱性が問題視され、木造車の淘汰が決定したが、鋼製客車の新規製造のみによる置き換えはコスト的に困難だったため、木造客車の台車と台枠を再利用し、その上に鋼製車体を載せる鋼体化改造が実施されることになった。

### 室蘭本線列車衝突事故
1947年（昭和22年）3月31日
室蘭本線静狩駅 - 小幌信号場間の第二静狩トンネル内で、下り旅客225列車（C51形蒸気機関車、7両編成）と上り臨時貨物5388列車（D52形蒸気機関車、46両編成）が正面衝突したもの。死傷者64名。小幌信号場における指示伝達の錯誤、ならびに貨物列車の信号確認不足が主たる原因とされている。

### 田端駅電車追突事故
1947年（昭和22年）4月24日
8時43分、京浜線（現・京浜東北線）田端駅手前で場内信号機の停止現示で停止中の下り桜木町行き855A電車（6両編成）に、後続の鶴見行き869A電車（6両編成）が追突。両電車の乗務員4名が死亡、乗客114名が負傷した。
原因はATSがない時代にも関わらず、後続電車運転士の見込み運転とブレーキ操作の遅れであった。

### 山陽本線列車脱線事故
1947年（昭和22年）7月1日
山陽本線光駅 - 下松駅間で早岐行き臨時8011列車が脱線転覆した。死者15名、重傷者15名、軽傷者37名。

### 大阪市営地下鉄脱線事故
1947年（昭和22年）9月13日
大阪市営地下鉄（現大阪メトロ）御堂筋線天王寺駅の西側で列車が脱線し、コンクリートの支柱に衝突した。死者1名、重傷者10名、軽傷者56名。

### 大阪市電火災事故
1947年（昭和22年）10月26日
大阪市電築港線市岡元町四丁目電停付近で、乗客の所持していた焼玉エンジン用火薬とマッチが擦れて炎上した。重傷者35名、軽傷者18名。

### 名鉄瀬戸線脱線転覆事故
1948年（昭和23年）1月5日
名鉄瀬戸線の尾張瀬戸発堀川（現在は廃止）行き急行電車が、大森駅（現・大森・金城学院前駅）東側にある半径160mのカーブに差しかかったところ、後部の車両サ2241形（元佐久鉄道の国家買収気動車）が脱線転覆し大破。そのまま50mほど引きずられ、前方の電動車モ565形も転覆した。この事故により、36人が死亡、153人が負傷するという、瀬戸線史上最悪の事故となった。

### 近鉄奈良線暴走追突事故
1948年（昭和23年）3月31日
近鉄奈良線の奈良発上本町行き急行電車（デボ1形3両編成）が、生駒トンネルを走行中にブレーキが効かなくなり、トンネル内からの下り坂を加速・暴走、河内花園駅を発車しかけた前方の普通電車に70 - 80km/hで追突した。木造車体が大破し、特に1両目は原型さえも留めていないほどであった。この事故により49名が死亡した。
原因は戦中戦後の酷使の結果、老朽状態で放置されていたブレーキホースの破損とされる。

### 黒沢尻駅列車衝突事故
1948年（昭和23年）7月22日
東北本線黒沢尻駅（現北上駅）で、青森発上野行き旅客列車と折返し中の貨物列車が衝突した。死者3名、重傷8名、軽傷13名。

### 京阪神急行神戸線列車追突事故

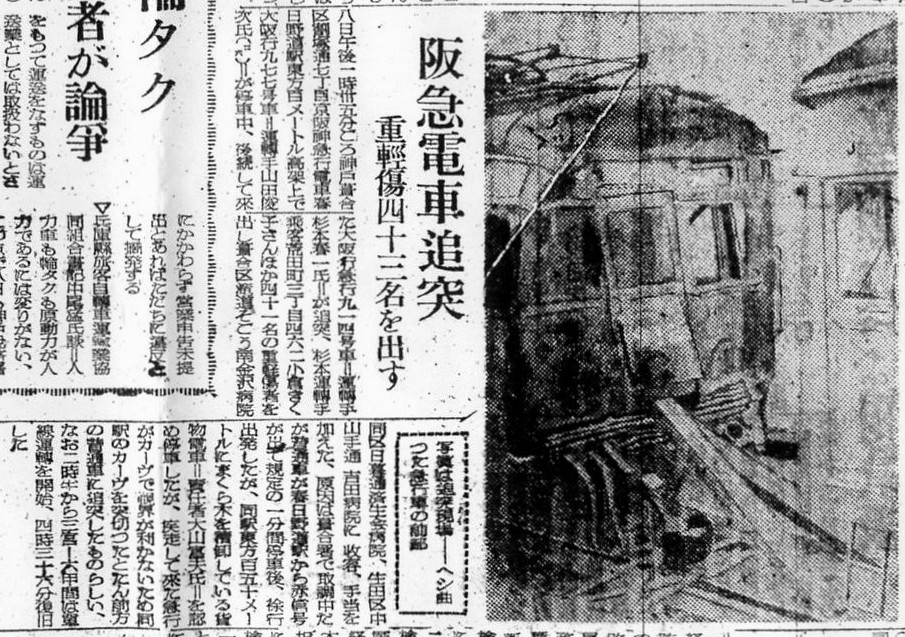
春日野道駅追突事故を報じる神戸新聞記事

1948年（昭和23年）9月8日
京阪神急行電鉄（現阪急電鉄）神戸本線の春日野道駅東側100m付近で、停車中の普通列車に後続の急行列車が追突した。重軽傷者58名。

### 駿豆鉄道大雄山線脱線事故
1948年（昭和23年）10月7日
駿豆鉄道大雄山線の小田原行き列車が塚原仮停留所に停車しようとしたところ、ブレーキ故障のため20m前方の狩川鉄橋橋脚に衝突し脱線した。重軽傷者53名。

### 名古屋鉄道火災事故
1949年（昭和24年）1月4日
名古屋鉄道名古屋本線の金山橋発豊橋行き列車内で、乗客の所持していたガソリンにタバコが引火し、負傷者55名。

### 五条駅貨物列車突入事故
1949年（昭和24年）1月14日
奈良県宇智郡五条町（現・五條市）の省線五条駅で王寺発五条川端行の貨物列車（16両）の切り替え作業をしていたところ、18時10分ごろに離された貨車2両が引き込み線から暴走し、そのまま駅の待合室に突っ込んだ。この事故により、待合室が倒壊して多数が下敷きとなり、8名が死亡した。

### 箱根登山鉄道衝突事故
1949年（昭和24年）2月15日
箱根登山鉄道（現・小田急箱根）下り電車が湯本山崎坂で上り貨物電車と衝突し脱線転覆した。死者1名、重軽傷者22名。

### 近畿日本鉄道火災事故
1949年（昭和24年）3月8日
近畿日本鉄道山田線の宇治山田発伊勢中川行き列車が宇治山田駅を発車後まもなく、乗客の所持していた可燃物が発火し車体が炎上した。死者8名、負傷者40余名。

### 石北線奥白滝駅 - 上白滝駅間脱線事故
1949年（昭和24年）5月10日 23時36分
石北線（現：石北本線）奥白滝駅（現：奥白滝信号場） - 上白滝駅（現在は廃止）間（新旭川駅起点75.400 km 地点付近）で、雪解け水の地下浸透により、盛土が20 m あまりに渡って決壊した。そこに、夜間で視界が効かないなか網走発小樽行き上り第502列車が通りかかり、機関車と炭水車が盛土下に脱線転覆、その次位の荷物車が脱線した。乗客約300名に死傷者はなかったが、機関車に乗務していた機関助士と機関士見習いが殉職し、機関士も重傷を負った。翌1950年（昭和25年）5月10日には、現地の線路脇の敷地内に殉職碑が建立されている。なお、現場付近の新旭川駅起点75.400 km 地点は、2023年（令和5年）8月7日にも盛土崩壊を起こしている（列車を運休させていたため人的被害はなし）。

### 阪神電鉄追突事故
1949年（昭和24年）6月20日
阪神電鉄阪神本線の梅田行き急行列車が、神崎川鉄橋東側で信号待ちのために停車中のところに後方から別の梅田行き列車が追突した。重傷者17名、軽傷者99名。

### 京阪本線火災事故
1949年（昭和24年）9月27日
京阪神急行電鉄京阪本線の三条発天満橋行き準急電車が、香里園駅付近でパンタグラフから発火した。通勤ラッシュのため大混乱に陥り重傷者32名、軽傷者85名。

### 阪急今津線暴走事故

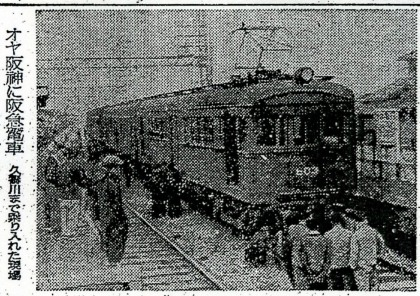
阪神久寿川駅でホームに衝突して停車した電車

1949年（昭和24年）12月13日
阪急今津線の電車（600形2両編成603・608）が、阪神国道駅でコンプレッサーの故障によりブレーキが緩まなくなったため修理を行った際、誤ってドレンコックを開きエアーが抜けたためブレーキが緩み、電車は40‰の下り急勾配を走り出した。運転士と乗客が協力してハンドブレーキを回したが効果はなく、今津駅の半径60mの急カーブを曲がり、車止めを突破して、当時線路が接続されていた阪神本線にポイントを粉砕して入り込んだ。運転士は乗客に後ろの車両に移るよう指示し、阪神の方が建築限界が小さかったため隣の久寿川駅のホームに衝突してようやく止まった。途中で窓から飛び降りた2名が負傷した。
阪神電車の大阪行き急行が通過直後で、1分後には普通電車が迫っていたため、タイミングがずれていれば近鉄奈良線列車暴走追突事故のような大惨事になっていた恐れがあった。今津線から920形2両編成（924、954）が救援に向かい、久寿川駅で事故車両と連結した際の鮮明な写真が残されている。
『朝日新聞』大阪本社版で「阪急、阪神に"殴り込み"」と報道された ため、「殴り込み事件」という通称がある。事故後、今津駅の連絡線は車止めを変えたもののレールは接続されたままであった が、後年分断された。
なお、2014年7月に阪急5100系が改造を受けるため阪神尼崎駅まで走行した際に、阪神電鉄は神戸新聞の取材に対し、この事故を踏まえて「（阪急の車両が阪神の線路を）合法的に走るのは初めて」と答えている。

### 東北本線追突事故
1949年（昭和24年）12月30日
日光発528列車が蓮田駅手前で信号待ちのために停車中のところに、福島発大宮操車場行き1172貨物列車が追突した。重傷者3名、軽傷者9名。